# Креационизм

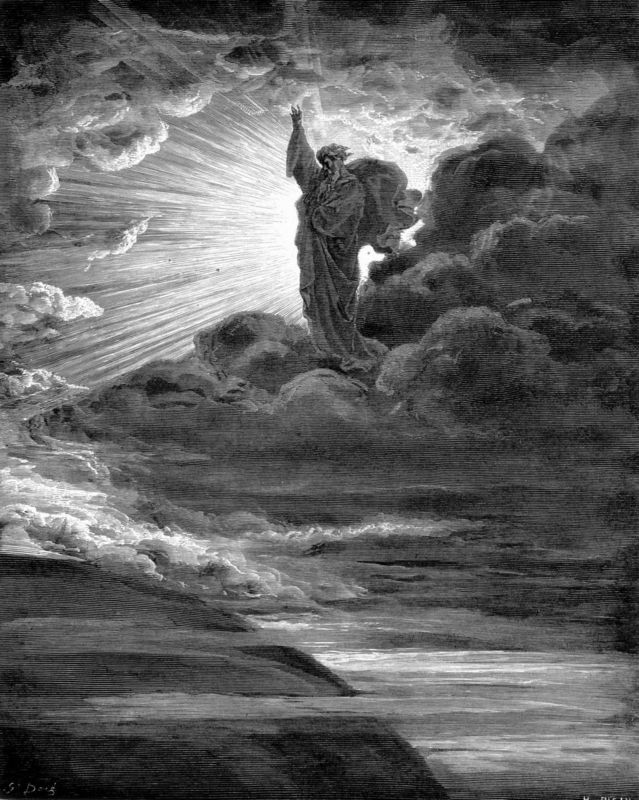
Гюстав Доре, сотворение мира, из книги «Библия в гравюрах Гюстава Доре», 1866

Креациони́зм (от лат. creatio «творение») — религиозные представления, религиозное и философское учение, согласно которым мир и человек были созданы Богом посредством сверхъестественного акта творения.
В самом широком смысле креационизм включает в себя большое количество разнообразных религиозных взглядов, которые различаются в своём принятии или непринятии научных объяснений происхождения и развития природных явлений, включая биологическую эволюцию. Креационизм в качестве направления мысли, дискутирующего с современной наукой, восходит к космогоническим мифам и к креационизму (креационистским представлениям) религиозных учений.
Креационизм в биологии представляет собой антиэволюционистскую ненаучную концепцию постоянства биологических видов, которая рассматривает многообразие органического мира в качестве результата Божественного творения. Концепция сформировалась в конце XVIII — начале XIX века, разделялась рядом видных учёных, но в процессе научного развития была вытеснена эволюционной биологией. Современный креационизм сосредоточен на отказе от научного натурализма в пользу сверхъестественных объяснений происхождения биологических видов. Он зародился в Соединённых Штатах как евангелическое направление и получил распространение в других странах, в частности, через американских миссионеров.
Протестантский мейнстрим в США и Католическая церковь стремятся примирить современную науку со своей верой в божественное творение посредством идеи теистического эволюционизма. Православие не выработало официального церковного определения в отношении эволюционных теорий, но креационизм и дебаты с эволюционизмом имеют распространение и в православной среде. Частью православных священства и мирян поддерживается теистический эволюционизм. Современный креационизм и дебаты с эволюционизмом присутствуют также в более фундаменталистских направлениях ислама, индуизма и иудаизма. Благодаря тому, что основные идеи креационистов носят универсальный антинаучный характер, они легко переносятся в любую культурную среду.
Направления креационизма, претендующие на научность, вопреки заявленному строятся на основе текстов, имеющих в культуре статус авторитетных (в первую очередь на Библии), а не на наблюдениях или эмпирических исследованиях, поэтому представляют собой псевдонауку. Целью креационизма является подтверждение религиозных догматов, а не изучение окружающего мира. Его концепции являются статичными и не ведут к научным открытиям или расширению представлений о окружающем мире. Часто креационисты обвиняют науку и особенно теорию эволюции во многих социальных бедах и считают главной своей целью подрыв и уничтожение науки. Ряд форм креационизма, представлений о сотворении мира Богом, противоречит не только современной биологии, но и физике, геологии и исторической науке, например, идея части креационистов, что Земля существует около 6 тысяч лет, основанной на буквальной трактовке Библии; другие формы креационизма, согласно которым именно человек появился в результате божественного вмешательства, также противоречат по меньшей мере современной биологии и ряду других научных дисциплин.

## Общая характеристика
Термин креационизм в значении современного направления мысли чаще всего относится к вере в особое творение, идею, что Вселенная и формы жизни были созданы в том виде, в каком они существуют в настоящее время, божественным действием, и что единственно верными объяснениями происхождения и развития мира и природных явлений являются те, которые совместимы с христианской фундаменталистской буквальной интерпретацией библейского повествования о сотворении мира.
Биологические науки несут на себе основную тяжесть религиозного вмешательства в науку. Например, эволюция, исследования стволовых клеток и клонирование подвергались нападкам, хотя и в разной степени и с разных направлений, со стороны религиозных активистов. Кроме того, есть свидетельства того, что эволюционное мышление само по себе может отдалить учёных от веры в Бога. Отрицание теории эволюции началось ещё со времени первой публикации книги Чарльза Дарвина «Происхождение видов» и часто имеет идеологическую окраску, поскольку эволюционная биология воспринимается как посягательство на сложившуюся религиозную картину мира. В связи с этим ещё в XIX веке сформировалось большое число мифов, которые распространяют противники дарвинизма.
Креационизм заключается в сохранении определённых, узких форм религиозных верований, которые, по мнению их приверженцев, находятся под угрозой из-за самой идеи эволюции. Креационизм рассматривается как конкретная доктрина, которая связана с правыми и нацелена на борьбу с современной наукой. Политика современного креационизма сосредоточена в первую очередь на внедрении креационистских идей в государственное образование. Среди стран с большинством христианского населения дебаты эволюционистов и креационистов наиболее заметны в Соединённых Штатах, где они могут рассматриваться как часть культурной войны.
С 1970-х годов наиболее распространённой формой креационизма был младоземельный креационизм, который постулирует идею особого творения Вселенной и форм жизни в течение последних 10 тысяч лет. Младоземельный креационизм основан на «геологии потопа» и продвигает «научный креационизм». С XVIII века существует староземельный креационизм, который стремится согласовать научную геохронологическую шкалу с Библией посредством гипотезы разрыва или гипотезы дневного века, но отрицает эволюцию. Современные староземельные креационисты поддерживают гипотезу постепенного творения, но так же отвергают эволюционные объяснения. После политических разногласий «научный креационизм» был переформулирован как концепция «разумного замысла» и неокреационизм. В рамках теистического эволюционизма считается, что сотворение мира Богом происходило в соответствии с законам природы, и принимается эволюция. Теистические эволюционисты признают все научные данные современных антропологии и биологии, астрономии, физики и геологии. В частности, для них приемлема идея, что один биологический вид порождал другой; они принимают происхождение видов через их модификацию. Однако взгляды теистических эволюционистов различается по вопросу, вмешивается ли Бог в ход истории мира в дальнейшем, после творения, и если да, то в какой степени; часть считает, что Бог вмешивается в критические моменты истории жизни, в особенности участвовал в процессе происхождения людей. Некоторые группы креационистов называют свои представления эволюционным креационизмом. Эволюционными креационистами являются более консервативные (евангельские) христиане, с точки зрения которых Бог более активно вовлечён в эволюцию, чем с точки зрения большинства теистических эволюционистов.
Креационистские концепции варьируют от чисто религиозных и философских до претендующих на научность. Сторонники таких направлений, как «научный креационизм», сформировавшийся в 1960-е годы, и появившаяся в середине 1990-х годов неокреационистская концепция «разумного замысла», утверждают, что их взгляды имеют научное обоснование. В современном обществе, обладающим наукой и технологией, выделяются два основных типа креационизма, «церковный креационизм» и «научный креационизм» (в широком смысле). Обычный, или «церковный» креационизм утверждает, что мир и его живые существа является результатом сверхъестественного акта творения, поэтому любые разговоры о естественных причинах бессмысленны. «Научный креационизм», разделяя те же тезисы о творении, стремится ввести элементы религиозности в научные теории в роли вспомогательных, но необходимых для разъяснения. Характерным признаком этих «разъяснений» является их нефальсифицируемость, они почти неуязвимы для проверки достоверности или критики. Целью «научных креационистов» является распространение убеждения, что наука бессильна в решении «вечных вопросов», которые затрагивают значение и смысл жизни, а биология не способна выполнить даже своё фундаментальное предназначение — объяснить биологическую эволюцию. Обе стратегии, «научного» и «церковного» креационизма, не противоречат одна другой и сосуществуют в том числе в образовательном контексте, имея общего «противника» в виде биологии и особенно теории эволюции. Антиэволюционисты объединяются для борьбы с теорией эволюции, несмотря на глубокие различия в религиозных убеждениях и богословских доктринах, которым они следуют.
Несмотря на претензии на научность, научным сообществом все эти концепции признаны псевдонаучными, поскольку противоречат фактическим данным и не соответствуют научным критериям верифицируемости, фальсифицируемости и принципу Оккама. Креационизм, направленный на дискредитацию современной биологии, также может рассматриваться как разновидность антинаучных взглядов.
Многие аргументы, разработанные креационизмом, используются в апологетике различных христианских конфессий, в рамках диалога и полемики с представителями научного мировоззрения. Аргументы креационизма, отрицающие эволюцию, не меняются с начала XIX века. В то время они могли рассматриваться в научных дискуссиях, но к настоящему времени являются демагогическими, поскольку каждый из них был неоднократно опровергнут.
Историк Гарретт Фэган писал:

Если вы изучите методологию псевдоархеологии и креационизма — то, как они строят свои аргументы, — вы обнаружите, что они почти идентичны. Используются, по существу, не интеллектуальные, а политические аргументы. Это выглядит как наука, но таковой не является. Они обвиняют науку и теорию эволюции во многих социальных бедах и считают подрыв и уничтожение науки своей главной целью.
Современная концепция биологической эволюции основана на открытиях и идеях Чарльза Дарвина и является фундаментом всей современной биологической науки. Теория Дарвина о механизмах формирования биологического разнообразия стала неотъемлемой частью современной теории эволюции, получила подтверждения экспериментальными наблюдениями, была воспроизведена в лабораторных условиях и согласуется с данными из смежных областей науки. Происхождение всей жизни на Земле от единого общего предка и происхождение человека от древних приматов общепризнанно среди профильных учёных в мире, включая биологов, антропологов и палеонтологов.
Принципы эволюции, которое были сформулированы Дарвином и впоследствии дополнены в результате исследований XX и XXI веков, неразрывно связаны с основными как фундаментальными, так и прикладными направлениями в биологии; используются в медицине, в том числе при разработке вакцин, антибиотиков, противораковых препаратов; занимают центральную роль в сферах борьбы с вредителями сельскохозяйственных растений, селекции растений и животных, генной инженерии, выявления генов, которые ответственны за врождённые заболевания, изучения старения. В биологической науке не существует более фундаментальной теории, чем теория эволюции, связывающая все разделы науки о жизни, от молекулярной биологии и генетики и до палеонтологии, ботаники зоологии и физиологии.
Современная эволюционная биология находится на значительно более высоком уровне развития в сравнении с идеями, сформулированными Дарвином, однако она многократно подтвердила основной выдвинутый им принцип, который объясняет механизм эволюции жизни: многообразие жизни на Земле объясняются наследственностью, изменчивостью и естественным отбором. Исследования уточнили различные детали, которые не были известны в эпоху написания труда Дарвина «Происхождение видов»: генетикой были раскрыты механизмы наследственности, молекулярной биологией объяснены причины и природа мутаций, которые лежат в основе изменчивости; палеонтологией описано огромное многообразие вымерших организмов, включая переходные формы. Вопрос достоверности теории эволюции находится сугубо в сфере естественных наук.

## Термин
Использование термина креационист в современном значении восходит к неопубликованному наброску Чарлза Дарвина 1842 года его будущей работы «Происхождение видов». Позже он использовал этот термин также в письмах к коллегам. В 1873 году биолог Эйса Грей опубликовал в The Nation статью, в которой говорилось, что «особый креационист», считающий, что виды «имеют сверхъестественное происхождение и были созданы такими, какие они есть, самой терминологией своей доктрины ставит её за пределами научного объяснения».

## История

Иллюстрация к книге «Эзоп и Филеф — Басни», 1703

История креационизма претендует на то, чтобы считаться частью истории религии, хотя сам термин возник не так давно. Термин «креационизм» стал популярным приблизительно с конца XIX столетия, означая концепции, признающие истинность изложенной в Ветхом Завете истории сотворения мира. Накопление данных различных наук (от астрономии до геологии и биологии) и в особенности распространение в XIX веке теории эволюции, привело к возникновению противоречия между новыми взглядами в науке и библейской картиной мира. Результатом этого антагонизма в дальнейшем стало последовавшее возрождение креационизма как совокупности телеологических концепций, являющихся реакцией консервативно настроенных христиан на ставшие доминирующими представления об эволюционном и естественном пути происхождения живой и неживой природы.

### Креационистские представления в мифологии и религии

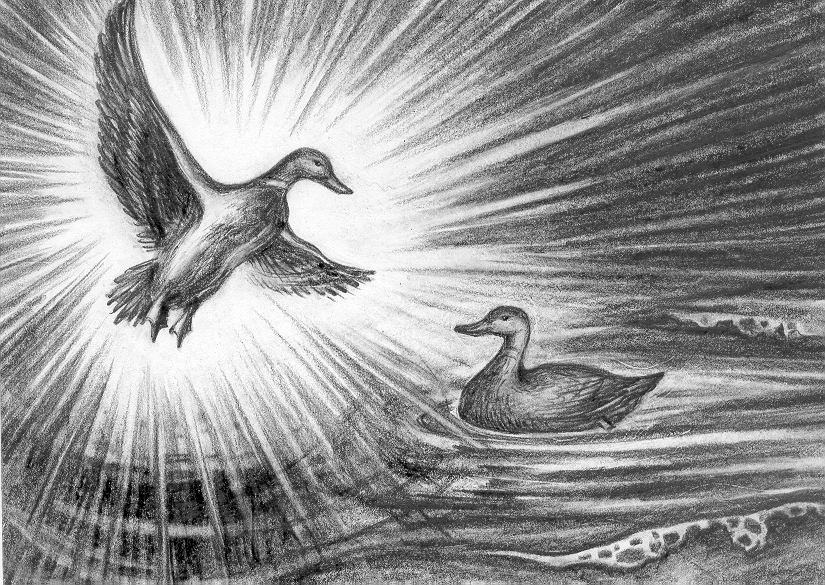
Марийские Кугу-Юмо и его брат Йын (Керемет) в образе селезней творят мир на водах мирового океана

Предпосылки для формирования креационизма появились в процессе развития космогонических мифов через терминологическую фиксацию отличия акта творения от других действий божества (таких как биологическое порождение, ремесленное изготовление, борьба и др.), которые в разных мифах рассматривались как факторы космогонического процесса.
Креационизм основан на древних мистических представлениях людей о появлении Земли и живых существ на ней. Считается, что в представлениях верхнего палеолита не уточнялось происхождение человека.
Филологам и антропологам, изучающим общества охотников-собирателей, известен миф о ныряльщике — миф о происхождении земли и живых существ, сформировавшийся приблизительно 15 тыс. лет назад и распространённый среди всех народов северной Евразии и Северной Америки того времени. Согласно этому мифу, первоначально была только вода, в которой жили животные (виды которых различаются у разных народов: утки, лебеди, гагары, ондатры, бобры, раки и другие — все эти животные являются ныряльщиками), среди них был удачливый ныряльщик, который однажды вынырнул с почвой, и из этой почвы появилась суша, а на суше стали жить живые существа.
В более поздних представлениях земледельцев и скотоводов присутствует очень большое существо, которое, целенаправленно или случайно создало людей. Так, в древнекитайском мифе Солнце, Луна, звёзды, ветер, почва, горы, реки, дороги, дождь и прочее появились после смерти Паньгу из частей его тела, а люди возникли из вшей, живших на его теле.
Наличие креационистских элементов заметно уже в ряде архаических мифологий Древнего Востока (древнеегипитской, шумерской, ассиро-вавилонской). В наиболее явном виде тенденция в сторону креационизма проявилась в еврейском Священном Писании. В качестве своеобразного типа онтологии, креационизм был разработан преимущественно в рамках ветхозаветной и новозаветной традиций. Первоначально это происходило в процессе рецепции библейского нарратива (особенно из книги Бытия и Евангелия от Иоанна) о сотворении мира в период поздней Античности. Представления о сотворении мира переработаны также арабо-мусульманской традицией, которая сформулировала собственную версию креационизма.
Креационистские представления в христианстве были развёрнуто сформулированы в эпоху патристики, вначале в библейской экзегезе, а позднее в рамках формирования богословской системы.

### Креационизм в биологии
Креационизм в биологии как концепция сформировался в конце XVIII — начале XIX века в рамках перехода к систематическим исследованиям в таких сферах, как морфология, физиология, индивидуальное развитие и размножение организмов. Это направление исследований постепенно вытеснило трансформизм, в рамках которого предполагались внезапные превращения видов и возникновение организмов как результат случайного сочетания органов. Эти идеи разделялись Эмпедоклом, Лукрецием, Альбертом Великим и др. Сторонники концепции постоянства видов, такие как П. С. Паллас, напротив стремились доказать, что реальность биологических видов, их дискретность и устойчивость, существование строгого диапазона их изменчивости.
Карл Линней считал, что видов существует такое количество, какое было создано при сотворении мира. Уже известная смена флоры и фауны в палеонтологической летописи одним из основателей палеонтологии Жоржем Кювье объяснялась при помощи теории катастроф. Его последователи, такие как Луи Агассис, Альсид Д’Орбиньи и др., писали о существовании десятков периодов полного обновления органического мира. Чарлз Лайель, один из основателей современной геологии, разделял идею многократных актов творения отдельных видов. Жан Батист Ламарк придерживался библейской концепции сотворения мира и отрицал изменчивость живых организмов за исключением мелких изменений. К XIX веку эти воззрения были подвергнуты критике, как не соответствующие научным данным.

### Современный креационизм
В додарвиновскую эпоху консервативными сторонниками библейской картины мира развивалось антиэволюционистское учение о дегенерации человечества. Приверженцы этого подхода понимали историю человека как следствие отпадения от изначального совершенства, данного Богом первочеловеку, а не медленное восхождение от дикости к цивилизации. Акцент делался в большей мере на культурный регресс, а не физическое вырождение. Миф об дарованном Богом Адаму знании, которое было частично утрачено и искажено в последующих поколений, но должно возродиться, имел важное значение при становлении экспериментальной науки в раннее Новое время. Как эволюционисты, так и сторонники учения о дегенерации разделяли моногенизм, представление об общности происхождения человеческих рас. Идея «вырождения» «диких рас» способствовала развитию расизма и оправданию европейского колониализма.
В условиях широкого и быстрого признания факта биологической эволюции в рамках теории эволюции Чарлза Дарвина, число сторонников креационизма в биологии в середине 1860-х годов существенно сократилось. В то же время креационистские идеи сохранялись в философии и религии. Ряд авторов, таких как Николай Данилевский, Пьер Тейяр де Шарден и др., предпринимали попытки соединить представления об эволюции с идеей о Боге как изначальной причине и конечной цели эволюции.
С развитием естественных наук религиозная картина мира стала отходить на второй план уступая научной. В первой половине XX веке верующие философы и христианская церковь пытались согласовать религию с изменившимся мировоззрением в обществе. Пьер Тейяр де Шарден написал книгу «Феномен человека» (фр. Le Phénomène humain), в которой утверждал, что Бог создал Землю и живые существа, а затем запустил эволюцию, в конце которой возникнет ноосфера. В то же время аналогичные идеи, только без упоминания Бога, публиковали и учёные, в частности, В. И. Вернадский. В 1950 году папа Пий XII издал буллу «Humani generis», в которой изложил идеи, подобные соображениям Тейяра де Шардена. Так теория эволюции была включена в католическую концепцию сотворения мира.
Наука воспринималась негативно в общественном сознании Германии задолго до прихода к власти нацистов. Один из наиболее читаемых в 1920-х годах немецких идеологов Юлиус Лангбен ставил креационизм выше науки, осуждая науку за её основательность и детальную специализацию. По словам Ф. Штерна, «ненависть к науке затмевает всё в писаниях и мыслях Лангбена. По Лангбену, наука — это корень зла, имя которому: позитивизм, рационализм, эмпиризм, механицизм, материализм, технология, скептицизм, догматизм, узкая специализация…»
В 1932 году в Великобритании основано «Движение протеста против эволюции», в цели которого входило распространение «научной» информации и фактов, доказывающих ложность эволюционного учения и истинность библейской картины мира. К 1970 году число его активных членов достигло 850 человек. В 1972 году в Великобритании было образовано «Научное объединение имени Ньютона».
Начиная с 1960-х годов в США, а позднее в Западной Европе было сформировано движение, называющее себя «научным креационизмом» и создано большое число обществ и общественных академий, которые продвигали идею, что в рамках естествознания полностью доказана подлинность библейского повествования о сотворении, а теория эволюции является всего лишь одним из возможных объяснений развития жизни.

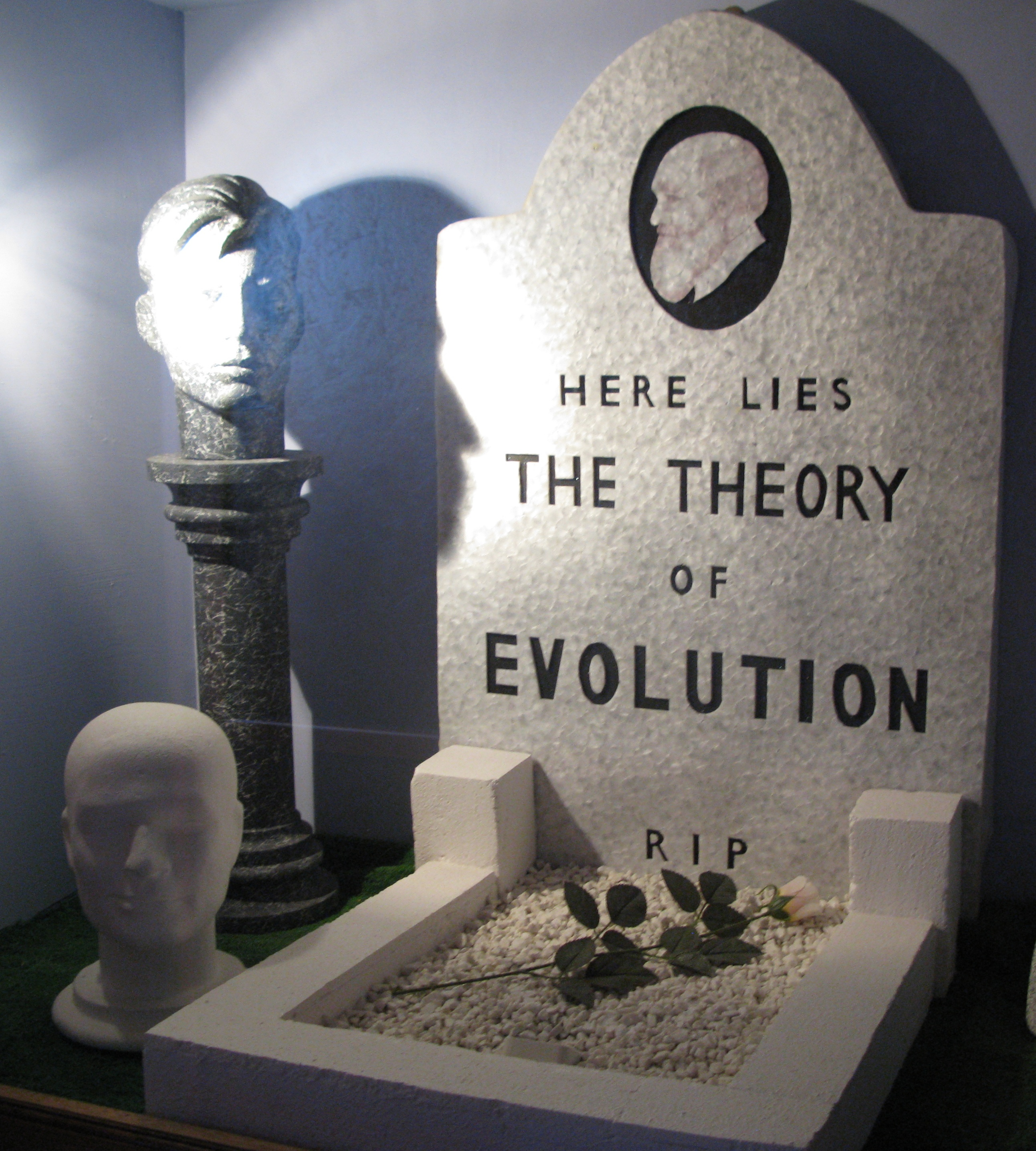
«Могила» теории эволюции, британский креационистский музей «Genesis Expo»

В США влиятельным организациям креационистов удалось добиться временного запрета на преподавание эволюционной биологии в публичных школах нескольких штатов, а с середины 1960-х годов активисты «младоземельного креационизма» начали добиваться введения в школьную программу учения «научного креационизма». В 1975 году постановлением суда по делу «Дэниел против Уотерса» преподавание в школе чистого креационизма было признано неконституционным, что вызвало замену названия на «науку сотворения», а после её запрещения в 1987 году («процесс Эдвардс против Агилларда»), на «разумный замысел», который вновь был судебно запрещён уже в 2005 году («процесс Кицмиллер против Довера»).
В конце XX века креационизм стал бизнесом. Например, годовой оборот креационистской организации Институт Дискавери в 2016 году составил около $5,7 млн.
В настоящее время в разных странах мира под идеологией креационизма действуют общественные объединения, группы и организации. По имеющимся сведениям: 34 — в США, 4 — в Великобритании, 2 — в Австралии, 2 — в Южной Корее, 2 — на Украине, 2 — в России, 1 — в Турции, 1 — в Венгрии, 1 — в Сербии.
Парламентская ассамблея Совета Европы (ПАСЕ) 4 октября 2007 года выпустила резолюцию «Опасность креационизма в образовании» в которой постановила, что «креационизм во всех его формах, таких как „разумный замысел“ или „высший разум“, не является научной дисциплиной и не подлежит научному изучению в европейских школах наряду с теорией эволюции или даже вместо неё». В данной резолюции депутаты ПАСЕ призвали правительства 47 стран Совета Европы «решительно воспротивиться» преподаванию креационизма как научной дисциплины.
Современный креационизм может иметь различную основу: невежество, протест, бизнес, конфликт мировоззрений. Учёные также могут сочетать научную картину мира с креационистской религиозной.

## Христианство

### Богословские концепции
В христианском креационизме существует множество различных течений, расходящихся в интерпретации естественнонаучных данных. По степени расхождения с общепринятыми в науке воззрениями на прошлое Земли и Вселенной среди них различают:

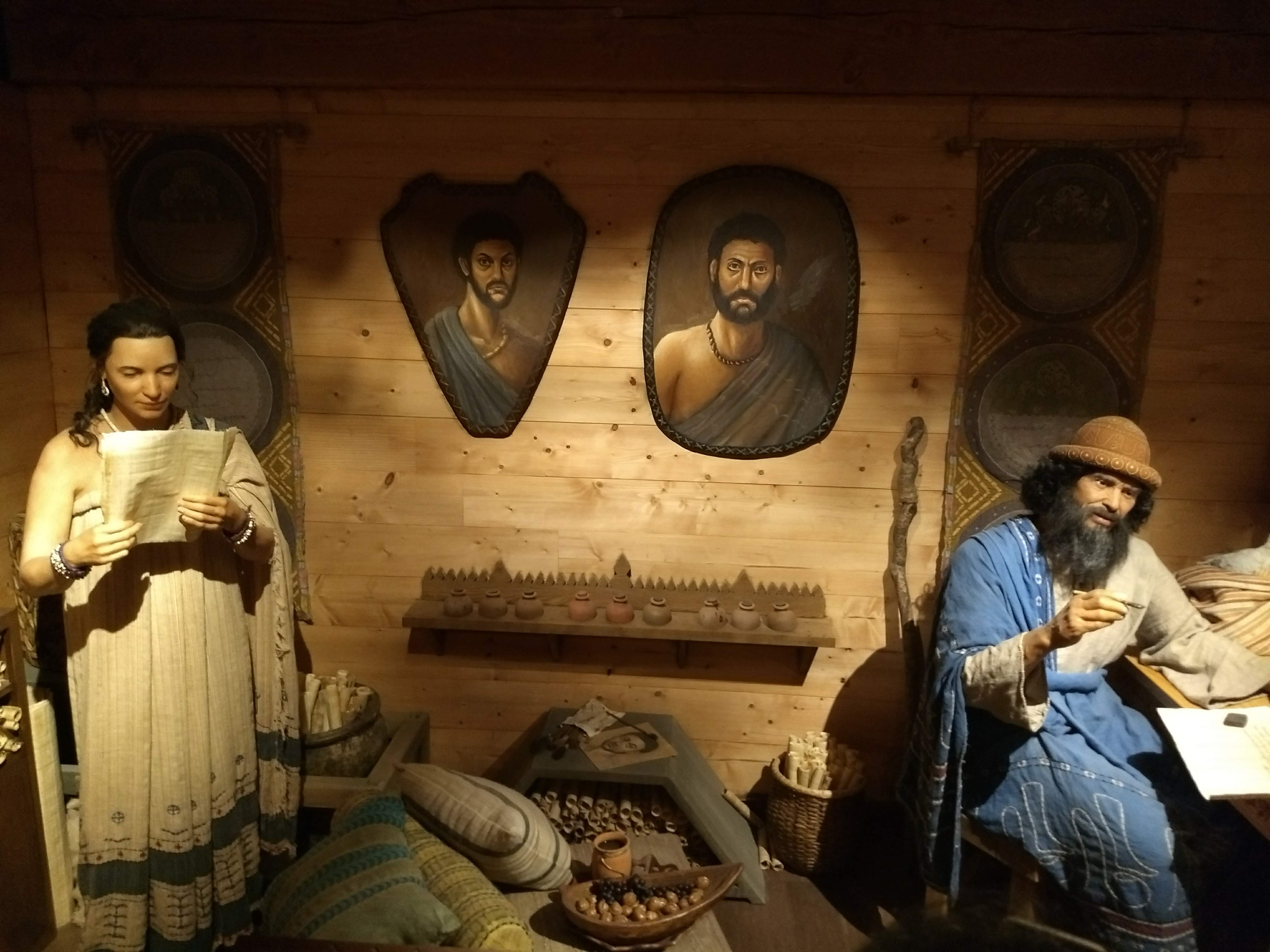
Ной-аниматроник, отвечающий на распространённые вопросы о своём ковчеге, и его жена Эмзара в креационистском тематическом парке Ark Encounter, Кентукки, США

- Буквалистский (младоземельный) креационизм (англ. Young-Earth Creationism) настаивает на буквальном следовании Книге Бытия Ветхого Завета, то есть что мир был создан в точности так, как это описано в Библии — за 6 дней и около 6000 (как утверждают некоторые протестанты[58][59], основываясь на Масоретском тексте Ветхого Завета) или 7500 (как утверждают некоторые православные[52][60], основываясь на Септуагинте) лет назад.
- Метафорический (староземельный) креационизм: в нём «6 дней творения» — универсальная метафора, адаптированная к уровню восприятия людей с различным уровнем знаний[61]; в действительности же одному «дню творения» соответствуют миллионы или миллиарды реальных лет, поскольку в Библии слово «день» (др.-евр. יוֹם‬ «йом») означает не только сутки, а часто указывает на неопределённый отрезок времени (Быт. 2:4, где יוֹם переведено как «время», Быт. 2:17, Пс. 89:5; 2Петр. 3:8). Среди метафорических креационистов в настоящее время наиболее часто встречаются:
  - Креационизм разрыва[англ.] (англ. Gap creationism): Земля была сотворена задолго до первого дня творения и либо пребывала в «безвидном и пустом» виде те самые 4,6 млрд лет, о которых говорят научные данные, либо была опустошена Богом для нового сотворения. Только после этого хронологического разрыва творение было возобновлено — Бог придал Земле современный вид и создал жизнь. Как и в младоземельном креационизме, шесть библейских дней творения считаются шестью буквальными 24-часовыми днями.
  - Креационизм постепенного творения[англ.] (англ. Progressive creationism): согласно этой концепции, Бог непрерывно направляет процесс изменения биологических видов и их появления. Представители данного направления принимают геологические и астрофизические данные и датировки[62], однако полностью отвергают теорию эволюции и видообразование путём естественного отбора[63].
- Теистический эволюционизм (эволюционный креационизм) признаёт теорию эволюции, однако утверждает, что эволюция является орудием Бога-Творца в осуществлении его замысла. Теистический эволюционизм принимает все или почти все идеи, общепринятые в науке, ограничивая чудесное вмешательство Творца такими не изучаемыми наукой актами, как сотворение Богом бессмертной души у человека (папа Пий XII), или трактуя случайность в природе как проявления божественного промысла (современный российский палеонтолог А. В. Гоманьков[64]). С точки зрения теологии разные концепции теистического эволюционизма варьируют от общего для авраамических религий теизма (протодиакон Русской Православной Церкви Андрей Кураев[65]) до пантеизма, деизма и взглядов Тейяра де Шардена. Из-за того, что в дискуссиях на тему «эволюция или творение?» теистические эволюционисты чаще всего поддерживают «эволюционистскую» точку зрения, многие креационисты, не приемлющие эволюции, не считают их позицию креационизмом вообще (наиболее радикальные из буквалистов даже отказывают теистическим эволюционистам в праве называться христианами[66][67][68]).
- Альтеризм также признаёт теорию эволюции, но в отличие от теистического эволюционизма подчёркивает, что сотворённый Богом мир был принципиально иным, нежели мы наблюдаем сейчас, а существующая Вселенная возникла уже после грехопадения человека[69][70]. Нынешнее человеческое тело в рамках альтеризма рассматривается как «ризы кожаные» (Быт. 3:21), данные людям для существования в падшем мире[71]. Альтеристскую точку зрения высказывали такие мыслители, как Петер Грин, Николай Бердяев, Евгений Трубецкой, Оливье Клеман, епископ Василий (Родзянко)[71][72].

### Протестантизм
Наиболее активны в распространении буквалистского креационизма фундаменталистские протестантские общины США. Напротив, большинство «исторических» протестантских церквей придерживаются взглядов, близких к теистическому эволюционизму: так, например, англиканская Епископальная церковь США в 2005 году выпустила «Катехизис Творения», в котором с позиций теистической эволюции отвергаются как буквалистский креационизм, так и претендующие на «научность» креационистские концепции.

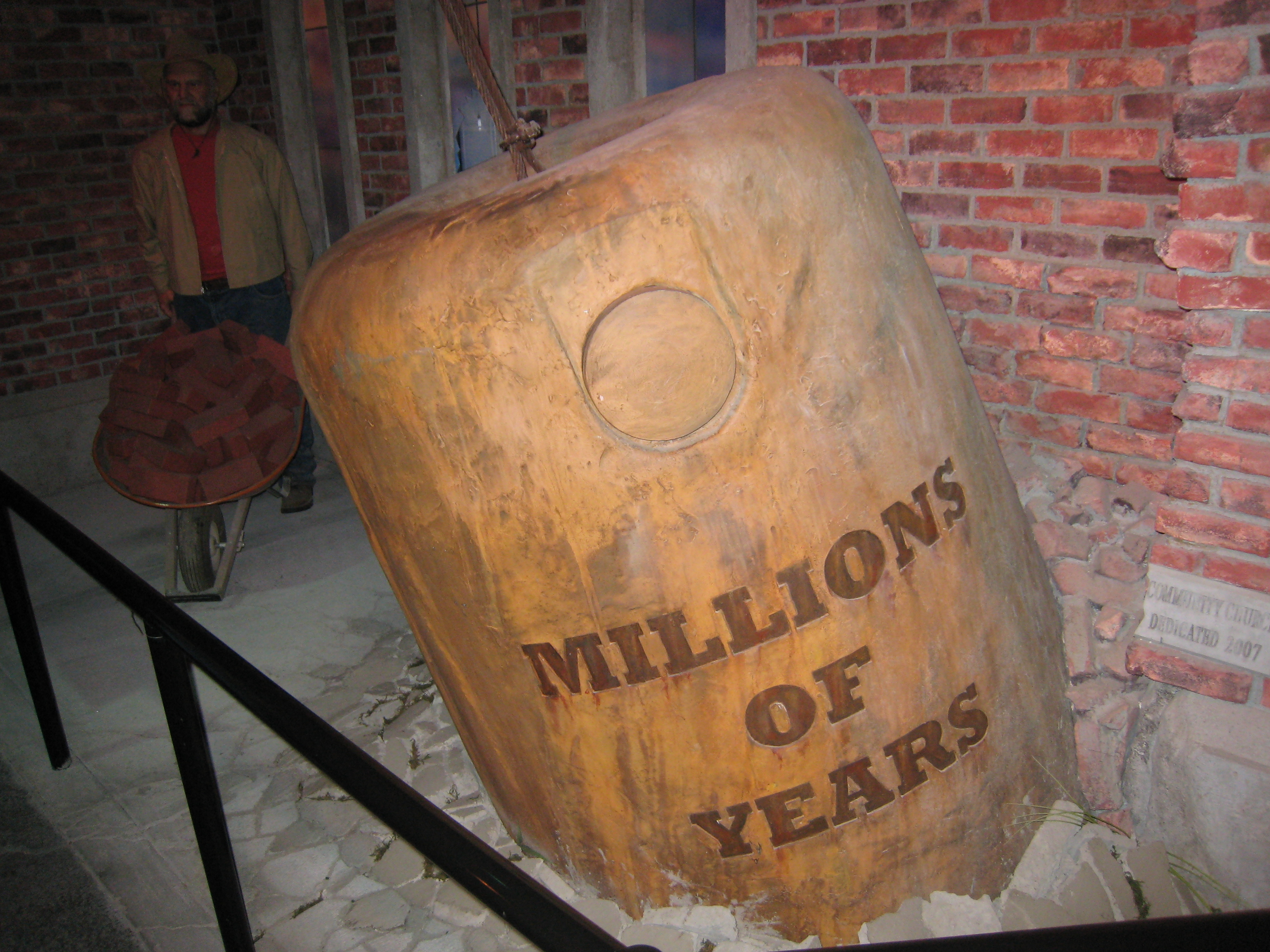
Разрушающий шар с надписью «миллионы лет», метафора, предполагающая, что представления о большом возрасте Земли ведут к разрушению общества, Музей Сотворения, Кентукки, США

В 1991 году Американской академией наук и искусств была издана работа Дж. Мура «Креационистский космос протестантского фундаментализма», в которой характеризуется антиэволюционистское движение в США, переживавшее в то время существенный подъём и консолидацию с политической властью. Сопротивление преподаванию в школе эволюционной биологии существовало в США и ранее, однако Мур указывает, что «фундаменталисты сегодня насчитывают в своих рядах до четверти всего населения США, и это при быстром росте числа вновь обращённых. Эти люди верят, что они живут во Вселенной, которая была чудесным образом сотворена из ничего за шесть дней всего лишь несколько тысяч лет назад, и что Земля населена только теми животными и растениями, которые пережили всемирный потоп… Креационистская космология снискала протестантскому фундаментализму те авторитет и влияние, которые он оспаривал у фундаментальной науки».
По мнению историка науки Джеральда Холтона, это новейшее контрмировоззрение существенно отличается от теологического антисциентизма XIX века. В числе представителей американского антиэволюционистского движения присутствует большое число специалистов, имеющих научное и техническое образование, учёные степени, многие из них являются сотрудниками исследовательских институтов. Мотивация участников движения, как считается, включает к внутреннюю потребность или склонность буквально уверовать в религиозные догмы. Влияние оказала также общая психологическая напряженность в период холодной войны, последствия которой могли восприниматься как материализация апокалипсических пророчеств. Протестантское креационистское движение активно финансируется и обладает качественной организационной структурой, осуществляет крупную издательскую деятельность, включающую выпуск журналов, работу книжных издательств, учебных заведений, радио- и телепрограмм, кинематограф; имеет тесную связь с наиболее консервативными политическими и церковными деятелями. Средством для движения выступает пропаганда «научного креационизма», в том числе его включение в школьные программы, для чего на местные органы образования оказывается существенное давление. К креационистской идеологии присоединился ряд политиков-евангелистов, включая Дж. Фэлвелла, П. Робертсона, Дж. Бэйкера, Д. Дж. Кеннеди и др. Союзниками движения является ряд высокопоставленных государственных деятелей. В то же время критика со стороны научного сообщества США происходит редко.
Креационистская идеология, согласно её сторонникам, направлена на противостояние эволюционизму, который протестантские креационисты могут воспринимать как «сатанинскую, антихристианскую проповедь». Движение ведёт наступление на «секулярный гуманизм», воспринимаемый ими как «сатанинская идеология». Согласно публикациям креационистов, их цели стоят дальше дискредитации современной биологии и сосредоточены на традиционной в рамках религиозного фундаментализма подготовки в земной жизни к переходу в иной мир.

### Католицизм
Католическая церковь утверждала в энциклике папы Пия XII лат. Humani Generis 1950 года, что между христианством и теорией эволюции нет конфликта, а теория эволюции может объяснять происхождение тела человека, призвав, однако, к осторожности в суждениях и назвав теорию эволюции гипотезой.
В 1996 году папа Иоанн Павел II в послании к Папской академии наук подтвердил позицию Католической церкви о признании создания человеческого тела через эволюцию и о признании теистического эволюционизма как допустимой для католицизма позиции, заявив, что теория эволюции — это более, чем гипотеза.

Мой предшественник Пий XII в своей энциклике Humani generis (1950) уже утверждал, что между эволюцией и доктриной церкви в отношении человека и его создания нет конфликта, при условии, что мы не упускаем из виду некоторые фиксированные точки. <…> Сегодня, более чем через полвека после появления этой энциклики, некоторые новые открытия приводят нас к признанию эволюции чем-то большим, чем просто гипотезой".
Поэтому среди католиков буквальный, младоземельный, креационизм редок (в качестве одного из немногочисленных примеров можно привести Дж. Кина). Склоняясь к теистическому эволюционизму и к теории «разумного замысла», католицизм в лице своих высших иерархов, в том числе и избранного в 2005 году папы Бенедикта XVI, тем не менее, безусловно отвергает эволюционизм материалистический. Лауреат Темплтоновской премии генетик, эволюционист и бывший католический священник-доминиканец Франциско Айала считает, что между христианством и эволюционной теорией нет существенных противоречий, а эволюционная теория наоборот помогает объяснить как совершенство сотворённого Богом мира, так и причину зла в мире.

### Православие

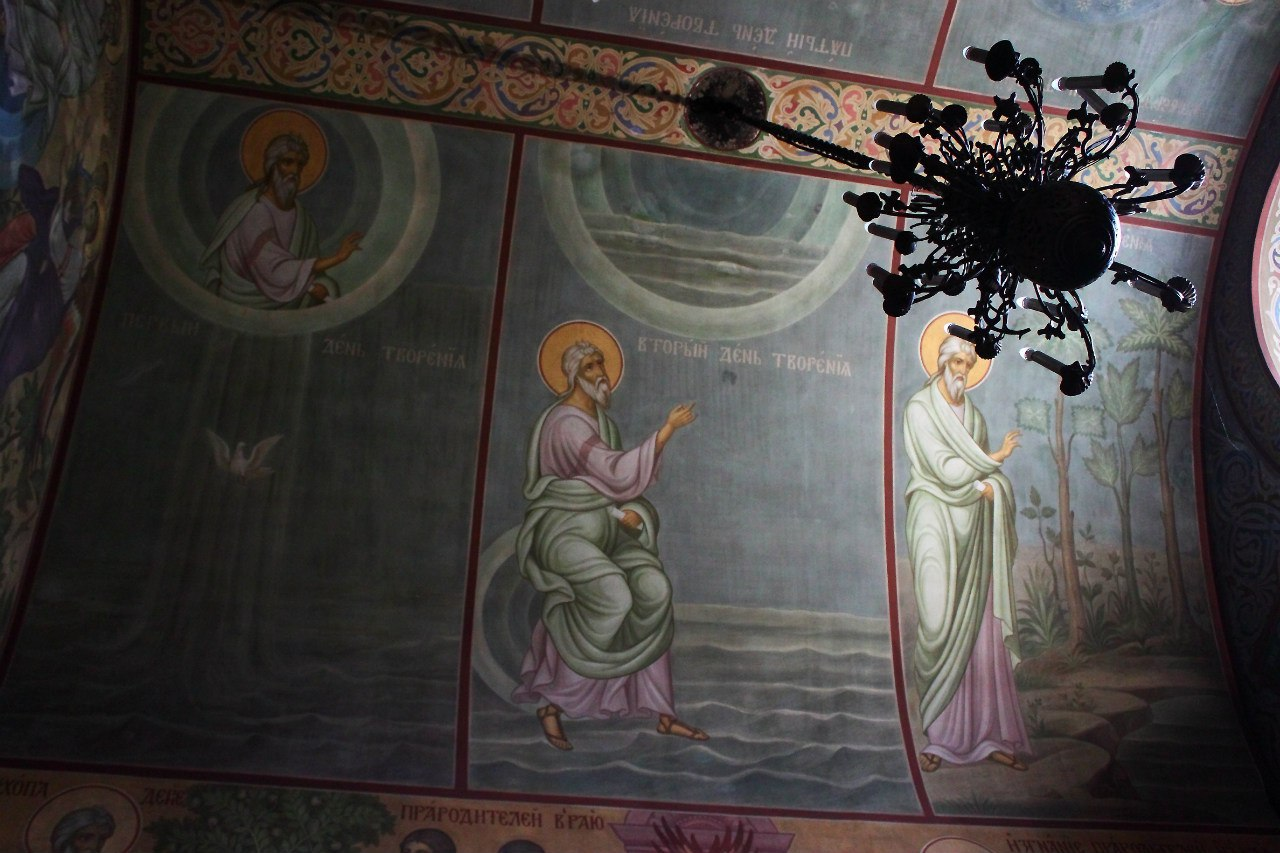
Первые три дня творения. Фреска в Софийском соборе, Новгород, XIX век

В православии отсутствует официальное церковное определение в отношении эволюционных теорий, но часть священства и мирян поддерживает теистический эволюционизм.
В рамках православия известны богословы, придерживавшиеся теистического эволюционизма, такие, как Александр Мень. Известны также верующие учёные-эволюционисты, в том числе один из основателей синтетической теории эволюции Феодосий Добржанский.
Некоторые группы православных верующих (например, «Православное общество защиты и раскрытия святоотеческого учения о сотворении мира»), тем не менее, настаивают на обязательности принятия всеми православными младоземельного креационизма (вплоть до отказа причащать сторонников теистического эволюционизма, как еретиков). Обычно такая позиция обосновывается ссылками на Отцов Церкви, толковавших Шестоднев в буквалистском духе. Такая аргументация сводится к утверждению: «Эволюции не было, потому что её существование отрицалось святыми отцами, а наука, ввиду отсутствия возможности наблюдения и эксперимента, не может знать как появился мир». Алексей Гоманьков назвал такую позицию «патрологическим» креационизмом.
Буквалисты ссылаются также на консервативных церковных деятелей Нового времени, например, на Иоанна Кронштадтского, писавшего около ста лет назад:

Недоучки и переучки не верят в личного, праведного, всемогущего и безначального Бога, а верят в безличное начало и в какую-то эволюцию мира и всех существ… и потому живут и действуют так, как будто никому не будут давать отчёт в своих словах и делах, обоготворяя самих себя, свой разум и свои страсти… Но у кого есть разум, тот не поверит таким безумным бредням.

Подобного взгляда по поводу теории эволюции придерживались и ряд других церковных деятелей (Варсонофий Оптинский, Иустин Попович, Николай Сербский и другие).
Противники буквалистского креационизма в православии (протоиерей Александр Мень, протоиерей Георгий Нейфах (сын А. А. Нейфаха), протоиерей Глеб Каледа, протодиакон Андрей Кураев, преподаватель Московской Духовной Академии священник Александр Тимофеев, богослов и юрист Н. Н. Фиолетов, богослов А. И. Осипов и др.) в ответ на подобные аргументы возражают буквалистам, что древние Отцы Церкви жили в то время, когда науки как метода познания природы ещё не существовало, а новые авторы, в том числе и почитаемые как святые, — принадлежат к консервативному крылу церковно-общественной мысли, представители которого отстаивали, кроме буквализма в понимании Шестоднева, ещё и ряд других спорных доктрин, не относящихся непосредственно к богословию (например, монархизм в политике).
Патриарх Московский, Алексий II, выступая в 2007 году на XV Рождественских чтениях, говорил: «Никакого вреда не будет школьнику, если он будет знать библейское учение о происхождении мира. А если кто хочет считать, что он произошёл от обезьяны, — пусть так считает, но не навязывает это другим».
Диакон Димитрий Майоров, кандидат богословия, в статье «Креационизм» (2015) в Православной энциклопедии писал, что отвержение религиозного мировоззрения в качестве антинаучного ведёт к «атеистическому свободомыслию», в связи с чем многие верующие считают наиболее приемлемым подходом картину мира, соединяющая науку и религию; естественнонаучная критика телеологизма (аргумент существования Бога-творца, основывающийся на сложности или осмысленности явлений природы), по его мнению, часто несостоятельна, поскольку проблематика лежит в сфере философии; «креационизму противостоит не наука, а секулярные интерпретации научного мировоззрения, прежде всего атеистические и агностические».
По мнению ряда православных критиков, «научный креационизм» имеет фактически сектантское происхождение, и не соответствует святоотеческому подходу, в рамках которого вопрос длительности библейских дней творения не считается принципиальным. Иеромонах Серафим (Роуз), который в споре с греческим богословом А. Каломиросом критиковал эволюционизм, в связи с этим отмечает, что «большинство отцов вовсе ничего не говорит об этом: это не было предметом спора в то время, и им, кажется, не приходило на ум настаивать на перенесении временной шкалы нашего падшего мира назад, на изумительные и чудесные события этих шести дней».

## Иудаизм
Многие представители ортодоксального иудаизма отрицают теорию эволюции, настаивая на буквальном прочтении Торы, однако представители современного ортодоксального течения иудаизма — религиозные модернисты и религиозные сионисты — склонны интерпретировать некоторые части Торы аллегорически и готовы частично принять теорию эволюции в том или ином виде. Представители же консервативного и реформистского иудаизма принимают основные постулаты теории эволюции в полной мере.
Таким образом, взгляды представителей классического ортодоксального иудаизма близки к фундаменталистскому креационизму, взгляды же современного ортодоксального, а также консервативного и реформированного иудаизма — теистическому эволюционизму.

## Ислам
Исламская критика эволюционной теории является более резкой, чем христианская. Исламская критика во многих своих чертах напоминает идеи французских постструктуралистов, изложенные в таких работах, как «Символический обмен и смерть» и «Дух терроризма» Ж. Бодрийяр и первый том сочинения Ж. Делёз и Ф. Гваттари «Анти-Эдип» — «Капитализм и шизофрения». Эта критика сходна и с некоторыми идеями современного неомарксизма (А. Негри).

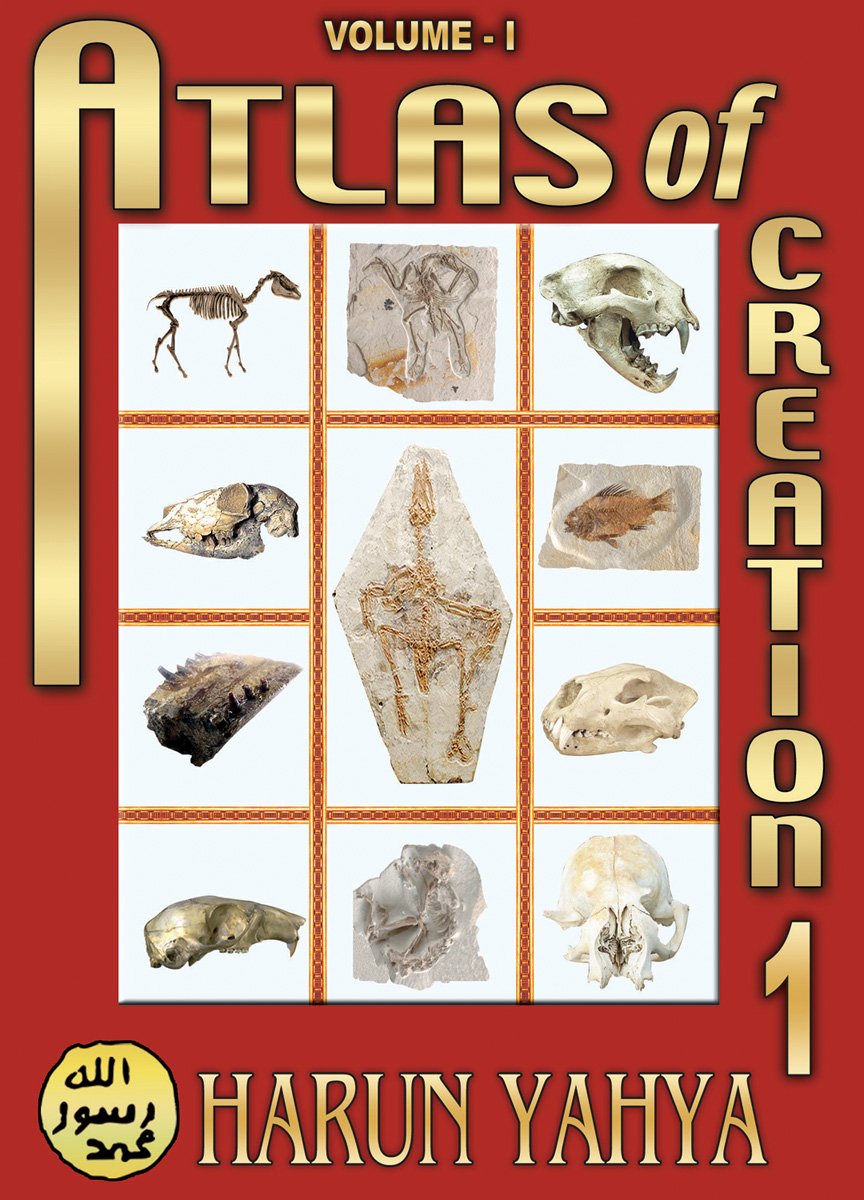
Харун Яхья, «Атлас творения», том 1, 2006

В настоящее время одним из самых активных пропагандистов исламского креационизма является Харун Яхья. Высказывания Харуна Яхьи о теории эволюции и характер его аргументации часто подвергаются научной критике.
Ряд исламских учёных также не разделяет взглядов Х. Яхьи. Так, Далиль Бубакёр, президент Союза мусульман Франции, комментируя книги Харуна Яхьи, отметил, что «эволюция — это научный факт», и «теория эволюции не противоречит Корану»: «Он пытается показать, что виды остаются неизменными, и в качестве подтверждений приводит фотографии, но при этом он не может объяснить исчезновения одних видов и возникновения других».
Социолог Малек Шебель также сказал в интервью газете Le Monde в феврале 2007 года, что «ислам никогда не боялся науки… Исламу незачем бояться дарвинизма… Ислам не боится истории эволюции и мутаций рода человеческого».
Поскольку в Коране, в отличие от Книги Бытия, отсутствует подробное описание сотворения мира, буквалистский креационизм в мусульманском мире значительно менее распространён, чем в христианском. Ислам считает (в соответствии с текстом Корана), что люди и джинны созданы Богом. Современные взгляды многих суннитов на теорию эволюции близки к эволюционному креационизму.

## Индуизм
Поскольку индуизм предполагает весьма древний возраст мира (см. калпа), в индуистском буквалистском креационизме, в противоположность авраамическому, утверждается не молодость Земли, а древность (миллиарды лет) человечества.
Широкую известность получила книга ведических креационистов Майкла Кремо и Ричарда Томпсона («Запрещённая археология: неизвестная история человечества» 1993 года. Книга создана совместно с Институтом Бхактиведанты Международного общества сознания Кришны и посвящена «неуместным артефактам» и другим «аномальным находкам» (якобы слишком древние артефакты, костные останки и следы человека) и стала каноническим текстом как для сторонников нью-эйдж, так и для фундаменталистов, несмотря на то, что центральная идея Кремо в том, что анатомически современные люди существуют уже миллиарды лет. Кремо принимает научные аргументы в пользу возраста Земли в миллиарды лет, но считает, что древние люди могли обладать мудростью и технологиями за пределами нашего понимания. По словам Кремо, в книге «более 900 страниц хорошо задокументированных свидетельств того, что современный человек не произошёл от человека-обезьяны, а сосуществовал с обезьянами на протяжении миллионов лет». Кремо и Томпсон называют себя «ведическими археологами» и считают, что их «открытия» подтверждают историю человечества, описанную в Ведах. Авторы предлагают положить на одну «чашу весов» собранные ими «аномальные» свидетельства, на другую — факты, укладывающиеся «в общепринятую теорию эволюции человека». Эти группы свидетельств рассматриваются как равноценные: «если мы отвергнем первую категорию свидетельств (об аномальных находках), то, будучи последовательными, должны отвергнуть и вторую (объединяющую ныне признанные свидетельства), и тогда учение об эволюции человека потеряет значительную часть своего фактического обоснования». Анализ находок в книге не представлен. В другом разделе книги приводятся классические находки, «поддержанные официальной парадигмой дарвинизма», которые авторы, напротив, подвергают критике. Авторы пытались найти подходы и к научному сообществу, для чего бесплатно рассылали экземпляры книги известным специалистам. По мотивам книги сняты фильмы, в том числе российского производства.
Археологи и палеоантропологи описывают книгу как псевдонаучную. Антрополог Колин Гровс отметил, что находки XIX века, как правило, были случайными и производились любителями, и поэтому надёжно не документировался их контекст (геологический слой), и датировки не вызывают доверия. Кремо и Томпсон не учитывают этого и стремятся придавать всем находкам равную ценность. Гровс также заявляет, что, критикуя радиоизотопное датирование, они не принимают во внимание постоянное совершенствование этих методов и, как следствие, тот факт, что более поздние результаты более надёжны, чем более ранние. В разделе «Необычные скелетные останки человека» 20 из 21 приведённых находок были сделаны в XIX — первой четверти XX века, одна — ко второй половине XX века и не представляет собой аномалии. Остальные 20 «аномалий» объясняются отсутствием или несовершенством методов раскопок и датирования находок в период их обнаружения. Большинство приведённых находок были обнаружены случайно рабочими, шахтерами и любителями, поэтому невозможно установить конкретное место находки и её геологический и археологический контекст, а следовательно датировку. В трёх случаях, когда находку удавалось датировать естественно-научными методами, получался молодой возраст. Минимум три находки из 21 являются установленными учёными подделками.
Кремо продолжил тему «Запрещённой археологии» в своих более поздних работах, таких как «Влияние запрещённой археологии» (1998). В его книге «Деволюция человека» (2003), как и в «Запрещённой археологии», утверждается, что человек существует миллиарды лет. Он пытается доказать этот тезис, цитируя, по выражению историка науки Миры Нанды, «все возможные исследования паранормальных явлений, когда-либо где-либо проводившиеся, чтобы „доказать“ истинность холистической ведической космологии, которая предполагает присутствие духовного элемента во всей материи (принимающей различные формы, что объясняет теорию „деволюции“)».
Евангелические креационисты Кен Хэм, Джонатан Сарфати и Карл Виланд, соучредители креационистской организации «Ответы в Книге Бытия», одобрительно цитируют «Запрещённую археологию» Кремо и Томпсона в «Пересмотренной и расширенной книге ответов» (2000), ключевом труде современного креационизма. По мнению Хэма, евангелические креационисты согласны с «доказательствами» сосуществования людей с динозаврами и присутствием человеческих артефактов в том, что «мейнстримная геология» называет очень древними слоями. Часть креационистского движения отошла от наиболее ненаучных идей. По словам самого Кремо, в отличие от других креационистов, он не претендует на монополию на истину, а является «частью большой духовной семьи сторонников альтернатив дарвинизму».

## Концепции, претендующие на научность
Помимо разработки сугубо богословских идей, в креационизме предпринимается ряд попыток обосновать сотворённость мира, оставаясь в рамках методологии естествознания XVIII — начала XIX веков с некоторыми оговорками: в отличие от натурфилософии прошлого, как правило, признаётся изменяемость видов растений, животных и бактерий, а также принимается постулат об изменяемости законов природы. Среди приверженцев такого подхода есть сторонники как буквального, так и метафорического креационизма.

### Теория разумного замысла
Теория разумного замысла (англ. Intelligent Design) утверждает, что сложность и целесообразность строения живых существ и экосистем объясняется сознательным замыслом творца или некоего «агента» лучше, чем ненаправленным процессом мутаций и естественного отбора. Представители «теории разумного замысла» дистанцируются от религии, делая акцент на телеологических и телеономических аспектах концепции, однако само понятие замысла подразумевает наличие субъекта замысла, то есть Творца (но не обязательно в религиозном смысле).
Если классический религиозный фундаментализм XIX — первой половины XX века попросту отвергал данные естественных наук, то с конца XX века сторонниками теории разумного замысла предпринимаются попытки подчинения науки нуждам апологетики, причём характерной особенностью является argumentum ad ignorantiam: «если наука не имеет в настоящий момент детального объяснения какого-либо факта или явления, в то время как религия имеет такое объяснение, следовательно, этот факт или явление должен интерпретироваться с религиозных позиций».
Один из аргументов сторонников идей теории «разумного замысла» («аргумент точной настройки», англ. a fine-tuning argument) основывается на известной чувствительности Вселенной и жизни к малым изменениям мировых физических констант (Антропный принцип). Область допустимых значений констант оказывается очень узкой, и из малой вероятности «тонкой настройки» Вселенной делается вывод о её искусственности и о наличии Разумного Творца.
Исторически первой неколичественной эволюционной «безнастроечной» формулировкой антропного принципа явилось высказывание космолога А. Л. Зельманова:

По-видимому, мы являемся свидетелями процессов определённых типов потому, что процессы других типов протекают без свидетелей.

Количественным подходом «от противного» является аргумент Икеды — Джеффериса: введение «дружественности настроек» (слабый антропный принцип) повышает вероятность естественности возникновения жизни. Тем не менее, этот аргумент может быть использован и в защиту идей разумного замысла, многие сторонники которых подчёркивают, что несмотря на то, что многочисленные свойства мира — от определяющих физику фундаментальных взаимодействий до размеров и состава Солнца, Земли, а также радиуса земной орбиты — благоприятны для поддержания жизни на Земле, некоторые законы природы (в частности, необходимость возникновения достаточно больших макромолекул или спонтанное нарушение хиральной чистоты биологически активных молекул) являются как раз «неблагоприятными» для возникновения живой материи из неживой (во всяком случае, детальные модели этого процесса в современной биологии не разработаны).
Последователями идей теории «разумного замысла» предложено несколько критериев «искусственности» объекта, основанных на понятиях теории систем и теории информации («неупрощаемая сложность» Майкла Дж. Бихи, «специфическая сложность» Вильяма Дембского). Подробный анализ этих взглядов проделал Марк Перах
Профессор Бостонского университета Майкл Шерман предлагает гипотезу об искусственном появлении «универсального генома» в Кембрии для объяснения причин так называемого кембрийского взрыва в эволюции многоклеточных. Причём он настаивает на научной проверяемости своей гипотезы.

### Научный креационизм
«Наука о сотворении» или «научный креационизм» (англ. Creation Science) — течение в креационизме, сторонники которого утверждают, что можно получить научные подтверждения библейского акта творения и, шире, библейской истории (в частности, Всемирного потопа), оставаясь в рамках научной методологии.
Хотя в работах сторонников «науки о сотворении» часто встречается апелляция к проблемам сложности биологических систем, что сближает их концепцию с разумным замыслом, сторонники «научного креационизма» как правило, идут дальше и настаивают на необходимости буквального прочтения Книги Бытия, обосновывая свою позицию как богословскими, так и научными, по их мнению, аргументами.
Для работ «научных креационистов» типичны следующие положения:
- Противопоставление «операционной науки» о явлениях природы в настоящем времени, гипотезы которой доступны экспериментальной проверке, «исторической науке» о событиях, произошедших в прошлом. Из-за недоступности непосредственной проверки, по мнению креационистов, историческая наука не может ничего сказать нам о происхождении Вселенной, Земли, жизни и т. д.
- «Первоначально сотворённый род», или «барамин». Креационисты прошлых веков, подобно К. Линнею, описывая различные виды животных и растений, предполагали, что виды неизменны, и число ныне существующих видов равно числу первоначально созданных Богом (за вычетом видов, вымерших уже на исторической памяти человечества, например, дронтов). Однако уже в то время некоторые «креационисты» (например, Джон Уилкинс[118]) признавали возможность изменения видов. В настоящее время креационисты придерживаются гипотезы, согласно которой представители каждого «барамина» были сотворены с набором определённых характеристик и потенциалом к ограниченному ряду изменений. Вид (репродуктивно изолированное сообщество, как его понимают популяционные генетики, или статическая фаза эволюционного процесса, как его понимают палеонтологи) не синонимичен «барамину» креационистов. По утверждению противников теории эволюции, одни «барамины» включают в себя много видов, а также таксоны более высокого порядка, в то время как другие (например, человеческий, на чём креационисты настаивают по теологическим, телеологическим и некоторым естественнонаучным причинам), могут включать лишь один вид. После сотворения представители каждого «барамина» скрещивались между собой либо без ограничений, либо в подбараминах — видах. В качестве критерия принадлежности двух разных видов к одному «барамину» у креационистов обычно выдвигается способность производить потомство (пусть даже и неплодовитое) при межвидовой гибридизации. Поскольку известны примеры такой гибридизации между видами млекопитающих, традиционно классифицируемыми как принадлежащие к разным родам, то среди креационистов бытует мнение, что у млекопитающих «барамин» примерно соответствует семейству (единственное исключение — человек, который составляет отдельный «барамин»)[119].
- «Потопная геология», декларирующая одномоментное отложение большей части осадочных пород земной коры с захоронением и быстрой фоссилизацией останков вследствие всемирного потопа во времена Ноя и на этом основании отрицающее стратиграфическую геохронологическую шкалу. По мнению сторонников «потопной геологии», в палеонтологической летописи представители всех таксонов появляются «полностью сформированными», что опровергает эволюцию. Более того, залегание окаменелостей в стратиграфических слоях отражает не последовательность сменявших друг друга на протяжении многих миллионов лет флор и фаун, а последовательность экосистем, привязанных к разным географических глубинам и высотам — от бентосных и пелагических через шельфовые и низинные к равнинным и высокогорным. Называя современную геологию «униформистской», или «актуалистской», «потопные геологи» обвиняют оппонентов в постулировании исключительно медленных скоростей таких процессов, как эрозия, осадконакопление и горообразование, которые, по мнению «потопных геологов», не могут обеспечить сохранности окаменелостей, а также пересечения некоторыми окаменелостями (обычно стволами деревьев) нескольких слоёв осадочных пород («потопные геологи» называют такие окаменелости «полистратными»)[120].
- Для объяснения многомиллиарднолетних возрастов Земли и Вселенной, которые даёт гео- и астрофизика, в креационизме предпринимаются попытки доказать непостоянность во времени мировых постоянных, таких как скорость света, постоянная Планка, элементарный заряд, массы элементарных частиц и т. д., а также, в качестве альтернативного объяснения — постулируется гравитационное замедление времени в околоземном пространстве[121]. Ведётся также поиск явлений, указывающих на молодой (менее 10 тыс. лет) возраст Земли и Вселенной[122].
- Из других утверждений часто встречается тезис, будто второе начало термодинамики исключает эволюцию (или, по крайней мере, абиогенез).

## Связь с псевдоархеологией
Псевдоархеологи из среды христианских фундаменталистов, разделяющие младоземельный креационизм, считают, что Земле всего от 4 до 10 тысяч лет. Псевдоархеологи из числа индуистских фундаменталистов, напротив, утверждают, что человеческий вид намного старше, чем 200 тысяч лет. Археолог Джон Р. Коул называет такие взгляды «культовой археологией» и рассматривает их как псевдоархеологические. По его мнению, эта псевдоархеология имеет «многие религиозные атрибуты, причины и следствия».
«Альтернативная археология» регулярно пересекается с креационизмом по теме Ноева ковчега и некоторым интерпретациям Книги Бытия. Эти направления имеют две основных общих темы: працивилизация Атлантиды и идея, что жители Старого Света (кельты, евреи, римляне, финикийцы, африканцы и др.) посещали Америку задолго до Колумба или викингов. Археологи называют последнюю идею гипердиффузионизмом или крайним диффузионизмом. Ряд направлений креационизма, в частности, утверждает, что ископаемые останки гоминидов, являются не предками людей, а принадлежат либо к обезьянам, либо к людям, но никогда не составляют промежуточную стадию эволюции. Также креационизм стремится привести ближневосточные археологические данные в соответствие с Ветхим Заветом.
«Альтернативная археология» и связанный с ней креационизм приняли некоторые внешние научные атрибуты, однако они ищут окончательные ответы на загадки человеческого существования в духовном или сверхъестественном плане. В целом псевдоархеологи и связанные с ними креационисты полагаются на переинтерпретацию уже существующих археологических данных, хотя некоторые «альтернативные археологи» финансируют собственные экспедиции и «исследования». Некоторые креационисты занимаются библейской археологией.
Точки соприкосновения псевдоархеологии и креационизма прослеживаются начиная с Игнатиуса Доннелли, политика XIX века из Миннесоты, который положил начало современному увлечению Атлантидой. Доннелли предположил, что история о Ноевом потопе была одной из многих мировых легенд, подтверждающих достоверность рассказа Платона об Атлантиде. Христианские фундаменталисты рассматривали и до настоящего времени рассматривают то же построение в обратном порядке: рассказ Платона о гордой цивилизации, обречённой богами, был одним из многих языческих искажений истинного повествования, данного в Библии. С тех пор обе стороны в целом заимствуют аргументы и текстуальные прочтения друг друга. Книги и журнальные статьи об историчности Атлантиды и подобных працивилизаций, публиковались практически непрерывно со времени публикации книги Доннелли «Атлантида: Допотопный мир» в 1882 году.
В 1984 году в Глен-Роузе (Техас) сторонник младоземельного креационизма Карл Бо основал «Музей свидетельств сотворения мира». В числе экспонатов имеется ряд «неуместных артефактов», в частности, так называемый «лондонский молот из Техаса», возраст которого, по утверждениям сторонников псевдоисторических идей, составляет миллионы лет. Экспозиция музея неоднократно критиковалась за ошибочную атрибуцию или прямую подделку экспонатов.
Книга британского журналиста и псевдоархеолога Грэма Хэнкока «Следы богов» (1995), в которой содержится краткое изложение многих идей, связанных с поисками Атлантиды, стала международным бестселлером в середине 1990-х годов. Хэнкок сообщал о более чем 5 миллионах продаж всех своих изданий. К числу известных представителей «альтернативной археологии», связанных с Хэнкоком, принадлежат египтолог-любитель Джон Энтони Уэст («Змей в небе»), инженер Роберт Бовал («Тайна Ориона»), канадская пара Рэнд и Роуз Флем-Ат («Когда небо упало: в поисках Атлантиды») и ведические креационисты Майкл Кремо и Ричард Томпсон («Запрещённая археология: неизвестная история человечества» 1993 года).
В тот же период произошло возрождение евангельского христианства и основание Института креационных исследований и большого числа других организаций «научного креационизма». «Альтернативная археология» и «наука о сотворении» («научного креационизма») были объединены в телевизионном специальном выпуске «Таинственное происхождение человека», который вышел в эфир на канале NBC в феврале 1996 года. Шоу, организованное Чарлтоном Хестоном, представляло собой смесь противоречивых гипотез от «нового поколения научных исследователей».
За последние несколько десятилетий между рядом креационистов и приверженцами «альтернативной археологии» с влиянием нью-эйдж сформировался нечёткий и в некоторых случаях взаимно неудобный общий идейный фронт. Оба направления стремятся опровергнуть авторитет современной науки.
Организация «Ответы в Книге Бытия», которая продвигает большое число псевдонаучных идей в рамках креационизма и выступает в качестве информационного центра наиболее последовательных представлений «науки о сотворении», в значительной степени отошла от поисков следов Эдемского сада, поисков Ноева ковчега и Ковчега Завета, а также от аргументов наподобие найденных Карлом Бо человеческих следов среди отпечатков динозавров в Техасе. Его основная позиция в отношении Всемирного потопа состоит в том, что это была такая разрушительная катастрофа, которая настолько сильно изменила земной шар, что очень трудно найти свидетельства допотопного мира. Профессиональный археолог Брайант Г. Вуд, редактор христианского журнала «Библия и лопата» занимается установлением подлинности библейских имён и дат с целью подтверждения исторической достоверности Библии.
Рон Уайетт заявлял об обнаружении Ноева ковчега, могил Ноя и его жены, местонахождения Содома и Гоморры, Вавилонской башни и многих других важных объектов. Однако он не представил доказательств, достаточных для признания его «открытий» библеистами, историками и другими учёными.
Конфликт вокруг археологии является частью давнего спора между наукой и религией. В целом «альтернативная археология» и креационизм стремятся создать картину прошлого, которая была бы более мирной и более ценностной, чем та, которую раскрывает «материалистическая» наука. Грэм Хэнкок считает, что археология следует «материалистической идеологии, утверждающей как факт, что в жизни нет смысла, а есть просто случайное сочетание молекул, эволюционирующих в ту ситуацию, которую мы наблюдаем сегодня. Я думаю, что огромное количество людей находят это крайне бесперспективным, крайне мрачным».

## Музеи

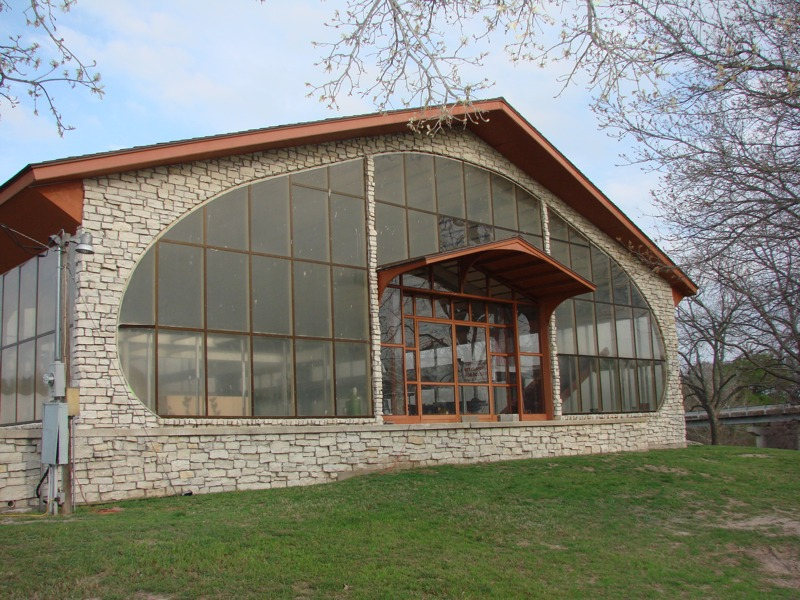
Музей свидетельств Сотворения в Глен-Роуз, штат Техас (США)

В настоящее время музеи, основанные креационистами, действуют в 4 странах. Больше всего музеев в США — 21, в Канаде находятся 5 музеев, по одному в Великобритании и Турции.
В 1984 году в штате Техас Карлом Бо был основан Музей свидетельств Сотворения. Карл Бо известен своими раскопками (якобы им были обнаружены следы динозавров рядом со следами человека, кости и кожные покровы динозавров), а также серией телепередач «Сотворение в XXI веке» (Creation in the 21st century) на телеканале TBN.

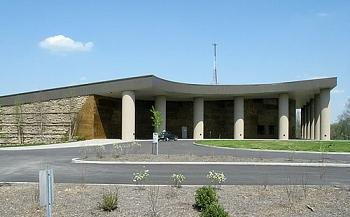
Музей Сотворения в Питерсбурге (штат Кентукки) (США)

28 мая 2007 года в американском городе Цинциннати открылся крупный музей креационизма. На основе компьютерных технологий в музее воссоздана альтернативная концепция истории Земли. По версии создателей музея, от сотворения мира прошло не более 10 тысяч лет. Основной опорой при создании музея стала Библия. В музее есть специальный раздел, посвящённый Всемирному потопу и Ноеву ковчегу. Теории Дарвина в музее посвящён отдельный раздел, и по мнению создателей, он полностью развенчивает современную эволюционную теорию происхождения человека. Перед открытием музея 600 академиков подписали петицию с просьбой оградить детей от музея. Небольшая группа собрала пикет у стен музея под лозунгом «Не лги!». Отношение к музею в обществе остаётся неоднозначным.

## Периодические издания
Результаты исследований креационистов, претендующих на научность, освещают периодические журналы и газеты, издаваемые различными креационистскими организациями. Как правило, в целях издания таких журналов явным образом указана «поддержка креационной точки зрения» (то есть главный вывод из подобных «исследований» известен «исследователям» ещё до начала работы), и рецензирование статей в таких журналах обычно осуществляется только креационистами. Одним из самых известных изданий такого рода является англоязычный журнал «Сотворение», издаваемый Creation Ministries International. С 1978 до 1986 год журнал назывался «Из ничего» (Ex Nihilo), с 1986 до 2001 год — «Сотворение из ничего» (Creation Ex Nihilo).

## Критика
В настоящее время креационизм представляет собой широкий спектр концепций — от сугубо богословских и философских (по определению лежащих вне рамок науки) до претендующих на научность. Тем не менее общим для этой совокупности концепций является то, что они отвергаются большинством учёных как ненаучные как минимум по критерию фальсифицируемости Карла Поппера: выводы из посылок креационизма не имеют предсказательной силы, так как не могут быть проверены экспериментально.
Наука составляет систему знаний, основанную на наблюдении, эмпирических данных и разработке научных теорий, которые дают проверяемые объяснения и предсказания природных явлений. Напротив, креационизм часто основывается на буквальном толковании повествований определённых религиозных текстов. Естественные процессы в принципе воспроизводимы и, следовательно, могут быть независимо проверены исследователями. Если предполагается существование сил, которые находятся вне природы, у учёных нет возможности ни подтвердить, ни опровергнуть эти объяснения. Однако многие креационистские убеждения можно сформулировать как проверяемые предсказания о таких явлениях, как возраст Земли, её геологическая история, происхождение, распространение и взаимоотношения живых организмов. Ранняя наука включала элементы этих убеждений, но по мере развития науки эти убеждения постепенно фальсифицировались и были заменены научными теориями, основанными на накопленных и воспроизводимых доказательствах, которые часто позволяют точно предсказывать будущие результаты.
Некоторые учёные, такие как Стивен Джей Гулд, считают науку и религию двумя совместимыми и взаимодополняющими областями со своими авторитетами в различных областях человеческого опыта, так называемыми непересекающимися магистериями. Этой точки зрения придерживаются и многие теологи, которые считают, что религия рассматривает первоисточник и смысл бытия, но отдают предпочтение проверяемым научным объяснениям природных явлений, а не креационистским идеям. Другие учёные, такие как Ричард Докинз, отвергают непересекающиеся магистерии и утверждают, что, опровергая буквальные толкования креационистов, научный метод также подрывает авторитетность религиозных текстов как источника истины. Независимо от этого разнообразия точек зрения, поскольку креационистские верования не подтверждаются эмпирическими доказательствами, научный консенсус заключается в том, что любая попытка преподавать креационизм как науку должна быть отвергнута.
Комиссия РАН по борьбе с лженаукой в своём заявлении отмечает, что развитие современной эволюционной биологии из теории Дарвина можно сравнить с развитием современной физики, дополнившей идеи Исаака Ньютона: физика не исчерпывается законами Ньютона, однако её невозможно изучать без знания разработанной Ньютоном механики. Аналогично изучение таких современных наук, как биология, генетика, микробиология, генная инженерия и биоинформатика, невозможны без теории эволюции.
Инга Левит, Уве Хоссфельд и Леннарт Олссон писали, что поскольку рассказ о сотворении мира является лишь небольшой частью Библии, а остальной её текст является священной историей, то можно было ожидать, что основные возражения креационистов будут направлены на светское историческое образование. Однако главным объектом стала биология, а особенно эволюционная теория, поскольку она занимает ключевое значение в современной научной картине мира. По мнению этих учёных, креационизм представляет «очевидную и актуальную угрозу принципам общественного образования… во всём мире».
По мнению Комиссии РАН по борьбе с лженаукой, возникающие в разных странах предложения по изъятию учения Дарвина из школьной программы, которые иногда доходят иногда до судебных разбирательств («обезьяньи процессы»), являются свидетельством слабости просветительской деятельности и деятельности по популяризации науки, а также недостаточной открытости науки для общества.

### Риторика
Аргументы креационизма, отрицающие эволюцию, не меняются с начала XIX века. В то время они могли рассматриваться в научных дискуссиях, но к настоящему времени являются демагогическими, поскольку каждый из них был неоднократно опровергнут.
Так откуда же взялся человек…? Вырос ли он из земли, как гриб после тёплого дождя, или вышел из-под земли на поверхность…? Такое, конечно, не могло произойти и не произошло, потому что даже сейчас людям пришлось бы вырастать из земли <…> как силы природы могли знать, что для размножения человека понадобятся мужчина и женщина, и именно поэтому нужно выбросить из земли мужчину и женщину и дать им возможность размножаться?
Креационисты применяют подмену тезиса, стремясь изобразить своих «оппонентов», включая учёных, глупыми или злонамеренными, верящими в абсурдные идеи и продвигающими их (например, лекция «Почему эволюция глупа»): по утверждениям креационистов сторонники эволюции считают, что вся жизнь случайна, это «случайное столкновение молекул, которое волшебным образом произвело цветы, лошадей и людей — сценарий столь же маловероятный, как торнадо на свалке, собирающий боинг 747»; люди произошли от обезьян единомоментно, то есть обезьяна родила человека; доказательства против теории Дарвина неопровержимы, однако учёные принимают его идеи с целью пропагандировать вредоносный атеизм. Креационизм, например, Институт креационных исследований, в качестве одного из основных аргументов использует тезис, согласно которому по теории вероятностей недостаточно времени для того, чтобы даже очень простая последовательность нуклеотидов в ДНК могла бы образоваться случайным образом. Этот вывод сам по себе верен, поскольку если нуклеотиды действительно просто случайно перемешиваются, вероятность образования генома крайне мала. Подмена тезиса со стороны креационистов заключается в том, что наука не говорит об образовании генов путём абсолютно случайного перемешивания нуклеотидов. Сторонники креационизма игнорируют главный тезис Дарвина о естественном отборе, закрепляющий (отбирающий) полезные в конкретных условиях признаки (мутации), что снижает число необходимых попыток до приемлемого; эволюция не является полностью случайным процессом. Кент Ховинд пытается убедить аудиторию, что эволюционисты верят, что люди произошли от камней, а биологи верят, что люди эволюционировали от бананов.
В связи с отрицанием теории эволюции ещё в XIX веке сформировалось большое число мифов, которые распространяют противники дарвинизма. Вопреки этим мифам, Дарвин никогда не «отрекался» от своих взглядов, легенда об этом распространилась спустя много лет после его смерти; теория эволюции не является устаревшей, напротив она стала основой современной биологии: научной альтернативы для эволюционной теории в биологии не существует, публикаций в наиболее авторитетных научных журналах, написанных с позиций антиэволюционизма, не существует; к новейшему времени антропогенез изучен в подробностях; число ископаемых находок предков человека составляет тысячи.
Распространёно утверждение, что «все религии признали» ошибочность дарвинизма, которое не соответствует действительности. Эволюционизм не отрицается в рамках официальной позиции Католической церкви. В рамках православия также известны богословы, которые придерживаются теистического эволюционизма. Известны верующие учёные-эволюционисты.
Распространённым является заблуждение, поддерживаемое, в частности креационистами, что «эволюция — это всего лишь теория». При этом не учитывается, что научная теория, в отличие от «теории» в бытовом смысле, является высшей формой научного знания, основанной на эмпирических доказательствах; не учитывается, что под эволюцией понимается не только теория (теория эволюции), но и биологический процесс, реальность которого подтверждена научными данными. Палеонтолог Стивен Джей Гулд писал: «эволюция — это теория. Это также факт. А факты и теории — это разные вещи, а не ступеньки в иерархии возрастающей уверенности… Факты не исчезают, когда учёные спорят о конкурирующих теориях, чтобы объяснить их. Теория гравитации Эйнштейна заменила теорию Ньютона, но яблоки не зависли в воздухе, ожидая результата. И люди произошли от обезьяноподобных предков, независимо от того, сделали ли они это с помощью предложенного Дарвином механизма или какого-то другого, который ещё предстоит открыть».

Филогенетическое древо эволюции гоминидов

Популярной, в частности в среде сторонников креационизма, является идея, что «недостающее звено между обезьяной и человеком не найдено». Термин «недостающее звено» используется с XIX века. Так, немецкий естествоиспытатель Эрнст Геккель выдвинул предположение, что между человеком и его предком (древней обезьяной) должно было существовать промежуточное звено — «питекантроп» («обезьяночеловек»), останки которого в то время ещё не были найдены. В данном смысле термин используется до настоящего времени, в основном журналистами и авторами популярной литературы. Утверждение, что «недостающее звено между (древней) обезьяной и человеком не найдено», стало заблуждением примерно в 1970-е годы, когда был накоплен материалы по всем основным стадиям эволюции человека. Проблема недостающих звеньев в антропогенезе окончательно потеряла актуальность в конце XX — начале XXI века с описанием группы ранних австралопитеков. В настоящее время учёным известно не одно переходное звено, а целая цепочка переходных форм («промежутки между промежуточными звеньями»). Регулярно открываются новые виды ископаемых гоминид.
Предложения исключить теорию эволюции из школьной программы обосновываются в частности утверждением, что дарвинизм «способствует духовному разложению». Комиссия РАН отмечает, что речь идёт о преподавании учащимся установленных научных фактов, и ознакомление с теорией эволюции «способствует духовному разложению не больше, чем изучение таблицы Менделеева, второго начала термодинамики или устройства Солнечной системы. Действительно, из гелиоцентрической модели вытекает, что наша планета не центр мироздания, а быстро вращающаяся голубая точка, одна из триллионов во Вселенной».
Распространённый аргумент о большом числе верующих учёных, используемый креационистами в пользу идеи существования Бога и сверхъестественного в целом, был опровергнут данными опросов ещё с начала XX века, свидетельствующими, что процент верующих учёных не только низок, но и сокращается с течением времени. Исследования по данной теме начались с американского психолога Джеймса Х. Леубы и его известного опроса 1914 года. Он обнаружил, что 58 % из 1000 случайно выбранных американских учёных выразили неверие или сомнение в существовании Бога, а среди «крупных» учёных неверующих оказалось почти 70 %. Леуба повторил свой опрос в несколько иной форме в 1934 году (20 лет спустя) и обнаружил, что доля неверующих учёных увеличилась до 67 %, а среди «крупных учёных» достигла 85 %. В 1996 году исследователи повторили опрос Леубы 1914 года и опубликовали результаты в журнале Nature. Они обнаружили мало изменений с 1914 года для американских учёных в целом: 60,7 % выразили неверие или сомнение в существовании Бога. В 1998 году исследователи воспроизвели вторую фазу опроса Леубы 1914 года, чтобы оценить веру среди «крупных» ученых, и обнаружили, что уровень веры ниже, чем когда-либо — всего 7 % респондентов. «Крупные» учёные были членами Национальной академии наук США (NAS). Опрос выявил почти всеобщее неприятие трансцендентного учёными-естественниками NAS. Неверие в Бога и бессмертие души среди биологов NAS составило 65,2 % и 69,0 % соответственно, а среди физиков NAS — 79,0 % и 76,3 %. Большинство остальных были агностиками по обоим вопросам, верующих было немного. Самый высокий процент веры был обнаружен среди математиков NAS (14,3 % в Бога, 15,0 % в бессмертие души). Самый низкий уровень веры был у биологов (5,5 % в Бога, 7,1 % в бессмертие души), а у физиков и астрономов он был немного выше (7,5 % в Бога, 7,5 % в бессмертие души).
Леуба объяснил более высокий уровень неверия и сомнений среди «крупных» учёных их «превосходными знаниями, пониманием и опытом». Аналогичным образом учёный Оксфордского университета Питер Эткинс прокомментировал опрос 1996 года: «Вы, очевидно, можете быть учёным и иметь религиозные убеждения. Но я не думаю, что вы можете быть настоящим учёным в самом глубоком смысле этого слова, потому что это столь чуждые друг другу категории знания».
В 2013 году аналогичное исследование было проведено среди членов Лондонского королевского общества, которых опрашивали об их вере в личного Бога, существование сверхъестественной сущности, сознание, переживающее смерть, и о том, занимают ли религия и наука непересекающиеся магистерии (англ. non-overlapping magisteria, NOMA). Подавляющее большинство членов подтвердили решительное неприятие веры в личного Бога, существование сверхъестественной сущности и жизни после смерти. По «NOMA» большинство членов не указали ни сильного несогласия, ни сильного согласия. Религиозное воспитание в детстве и возраст не имеют существенной связи с текущим отношением к религии. Научная дисциплина сыграла небольшое, но значимое влияние: биологи ещё менее склонны быть религиозными, чем физики, и с большей вероятностью ощущают конфликт между наукой и религией. В целом, большинство опрошенных указали на отсутствие веры в Бога, при этом 78,0 % категорически не согласны и только 8,1 % полностью согласны. Неверие в личного Бога было ещё сильнее; 86,6 % категорически не согласны и 5,3 % полностью согласны. Вера в сознание, переживающее смерть, на аналогичном уровне; 85,0 % категорически не согласны и 8,1 % полностью согласны.

### Методологическая ненаучность

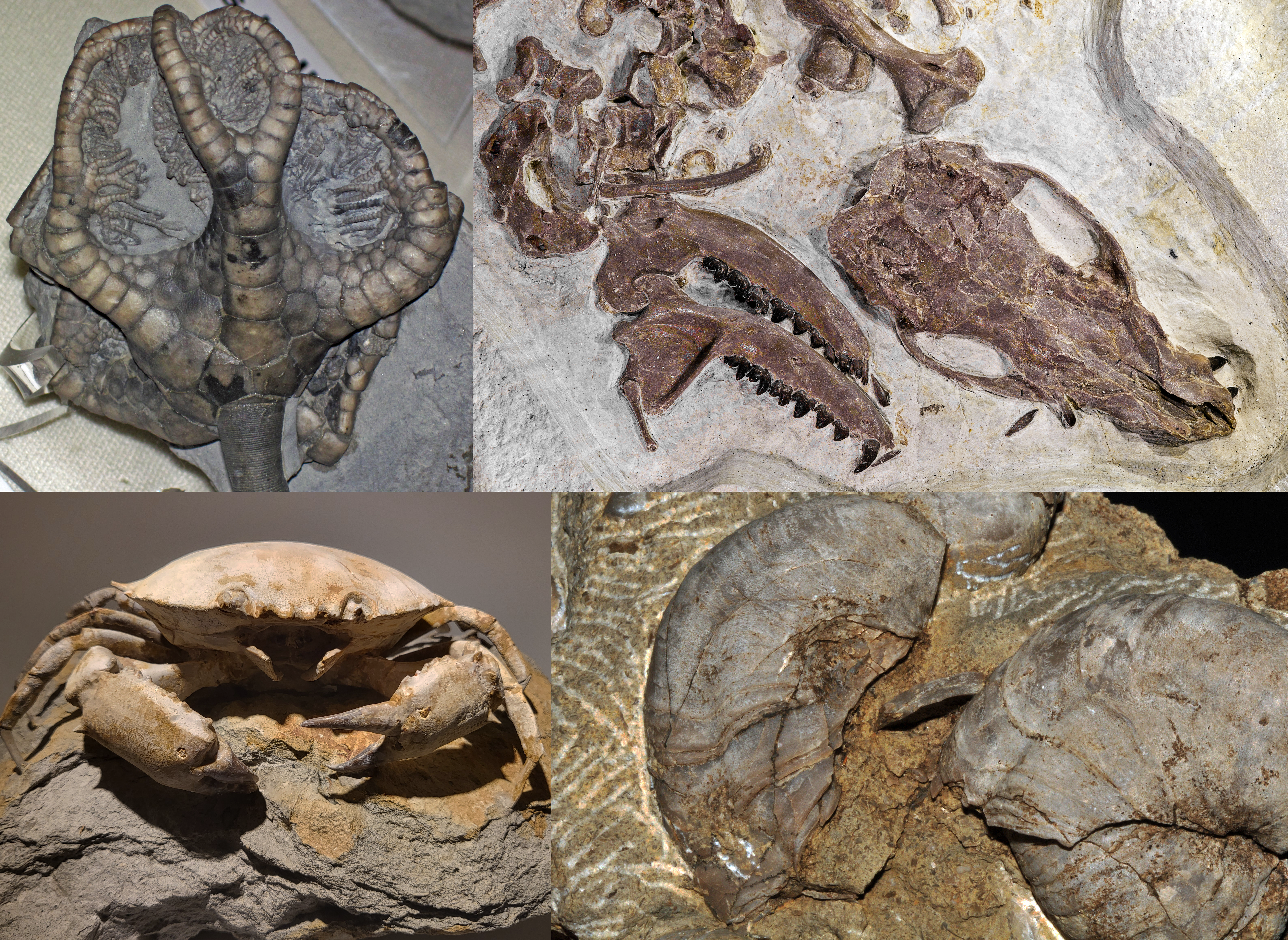
По гипотезе Омфалоса, Бог сотворил мир уже с окаменелостями, которые никогда не были живыми организмами

Согласно критерию научности К. Поппера, креационизм является не научной теорией, а метафизической концепцией и религиозной верой, так как введение непроверяемых научными методами понятий (таких, как Бог-Творец) не отвечает принципам верифицируемости/фальсифицируемости и принципу Оккама. Поэтому сам вопрос о доказательстве или опровержении креационизма с помощью научного метода не имеет смысла, так как любые аргументы разбиваются о невозможность фальсификации системы, включающей чудесное как основное звено.
Противопоставление креационистами «операционной» и «исторической» науки, по сути, ставит под сомнение достоверность всего знания, недоступного прямой экспериментальной проверке (к нему, кроме большой части эволюционной биологии и палеонтологии, относятся также значительная часть геологии и астрономии). К тому же даже в науках, проверяемых экспериментально прямым образом («операционных», по терминологии креационистов), существуют априорные постулаты, вроде признания объективно существующими причинно-следственных связей (см. подробнее статью «принцип причинности»).
Критерии Бихи и Дембского в «теории разумного замысла», поднимая важные научные и философские проблемы (в частности, как отличить объект, возникший в результате действия естественных причин, от артефакта, то есть объекта, являющегося результатом вмешательства разумного начала, а также можно ли это сделать в принципе), не отвечают требованиям к необходимой понятийной и математической строгости и чёткости. В связи с этим идеи «теории разумного замысла» не получили признания в науке, критикуются как не соответствующие принципу Оккама и научным сообществом признаны псевдонаучными концепциями.
Важным признаком ненаучности креационизма является отсутствие предсказательной силы. Креационизм принципиально не может дать каких-либо выводов о новых, ещё не обнаруженных явлениях. В этой связи он по сути встаёт в один ряд с другими мифами народов Земли о сотворении мира.
Ричард Докинз в своей книге «Бог как иллюзия» указывает на то, что креационизм не даёт удовлетворительного ответа на вопрос о причинах возникновения и существования самого Творца или верховного существа, обычно просто постулируя его безначальность.

### Критика креационистских концепций, претендующих на научность
«Научный креационизм» не имеет ни одной из основных признаков науки и представляет собой догматический религиозный фундаментализм.
Буквальное толкование священных текстов о сотворении мира, предпринимаемое «научными креационистами», псевдонаучно, так как такое толкование противоречит массиву палеонтологических и биологических данных о биологической эволюции, а также геологическим и астрофизическим данным о возрасте Земли и астрономических объектов.
«Бараминология» как искусственный конструкт, не имеющий оснований, кроме теологических, не получила распространения среди биологов, и публикации по ней в рецензируемой научной печати отсутствуют.
«Потопная геология» игнорирует факт отсутствия привязки стратиграфического возраста палеофаун к смене глубин и высот, эволюционной преемственности палеофаун, существования гор разной степени выветренности, присутствия в толще осадочных пород неморских осадков (ледниковых, эоловых и др.), перемежающихся с морскими, а также крайней проблематичности физических механизмов всемирного потопа и особенно расселения растений и животных по земному шару после потопа. Критики указывают также на некорректность отождествления усреднённых за какой-либо геологический период скоростей осадконакопления с реальной скоростью отложения некоторых осадков (которая может быть значительно больше средней за период/эпоху).
Основные ошибки аргументации младоземельных креационистов относительно возраста Земли и Вселенной — экстраполяция во времени существенно нестационарных процессов, неучёт существования в природе процессов, обратных рассматриваемому, а также использование в расчётах недостоверных либо устаревших данных. В противоположность младоземельным «методам датировок», используемые в геологии радионуклидные методы абсолютных датировок основаны на стационарном радиоактивном распаде (см.: Возраст Земли).
Предположения о значительном изменении мировых постоянных за время существования жизни на Земле также представляются критикам креационизма фантастичными, так как это противоречит слабому антропному принципу.
С точки зрения термодинамики, тезис о запрете биологической эволюции (и/или абиогенеза) вторым началом термодинамики неверен, ибо биогеосфера Земли, в которой происходят/происходили эти процессы является термодинамически открытой (по-видимому, диссипативной) системой, в которой возможно снижение энтропии.
В связи с этим активные дискуссии между сторонниками креационизма и его противниками ведутся во многих странах, в том числе и в России, однако не в рамках научных дискуссий, а в основном по поводу уместности преподавания в школе таких взглядов (с академической точки зрения маргинальных).

### Дебаты
Многие креационисты и учёные часто участвуют в публичных дебатах относительно происхождения жизни и человека, организованных различными институциями. Однако некоторые учёные не согласны с этой тактикой, утверждая, что, открыто обсуждая сторонников креационизма, учёные придают им авторитет делают им рекламу, что может способствовать неверному общественному восприятию и затемнить фактические качества дебатов. Так, в мае 2004 года Майкл Шермер провёл дебаты с креационистом Кентом Ховиндом перед преимущественно креационистской аудиторией. В своих размышлениях в сети Шермер писал, что он выиграл спор с помощью интеллектуальных и научных доказательств, однако это было «не интеллектуальное упражнение», а скорее «эмоциональная драма»; если учёные спорят, опираясь на «неприступную крепость доказательств», то для креационистов это «духовная война». Получив положительные отзывы от наблюдателей-креационистов, Шермер пришёл к выводу: «Если нет предмета, который действительно является спорным (эволюция против творения — таковым не является), формата, который является справедливым, сбалансированного форума, это только принижает как магистериум науки, так и магистериум религии».
В сентябре 2012 года педагог и телеведущий Билл Най, выступил с Associated Press, где высказал свои опасения по поводу принятия креационистской теории. Он полагает, что обучение детей тому, что креационизм — единственный верный ответ, без предоставления им возможности понять, как работает наука, станет препятствием для любых будущих инновации в мире науки. В феврале 2014 года Най защищал преподавание эволюции в школах в дебатах с креационистом Кеном Хэмом, дискутируя на тему, является ли творение жизнеспособной моделью происхождения в современную научную эпоху.
Юджини Скотт из Национального центра научного образования, некоммерческой организации, которая занимается защитой преподавания эволюции в государственных школах, указывает, что дебаты — не та арена, где можно продвигать науку среди креационистов. По мнению Скотт, «эволюция не находится под судом в мире науки», и «темой обсуждения должна быть не научная легитимность эволюции», а скорее отсутствие доказательств в креационизме. Стивен Джей Гулд отмечал: «Дебаты — это форма искусства. Они о победе в спорах. Они не о нахождении истины. Существуют определенные правила и процедуры дебатов, которые на самом деле не имеют ничего общего с установлением фактов»; креационисты успешно пользуются этими риторическими правилами. «Некоторые из этих правил таковы: никогда не говорите ничего положительного о своей собственной позиции, потому что её можно атаковать, но используйте то, что кажется слабыми сторонами позиции вашего оппонента. Они хороши в этом. Я не думаю, что смогу победить креационистов в дебатах… в залах суда они ужасны, потому что в залах суда вы не можете произносить речи. В зале суда вы должны отвечать на прямые вопросы о положительном статусе ваших убеждений» (из лекции 1985 года).

## Креационизм и общество

### США

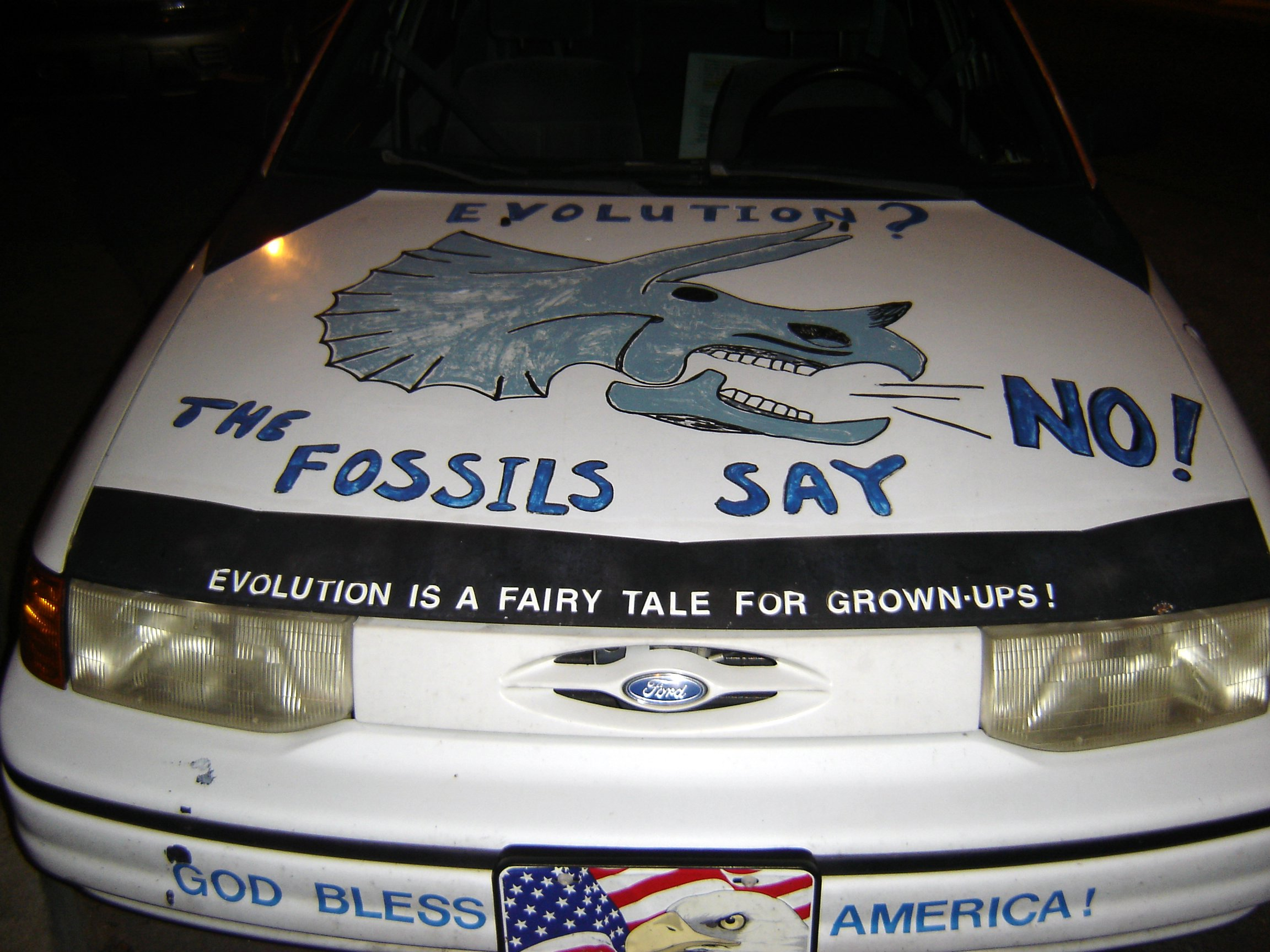
Молодёжный автомобиль с надписями «Эволюция? Ископаемые говорят: нет! Эволюция — сказочка для взрослых. Боже, благослови Америку!», Джорджия, США

Преподавание креационизма (и теории эволюции) в школе не раз становилось предметом политических дебатов. Так, ещё середине 1920-х в нескольких штатах США были приняты законы, запрещавшие преподавание в школах эволюционного учения. В 1925 году состоялся широко известный «обезьяний процесс», на котором по антиэволюционному закону штата Теннесси был осуждён преподаватель Джон Скоупс. «Обезьяньи законы» были отменены только в конце 1960-х.
Бывший президент США Джордж Буш выступал за введение в школьную программу «теории разумного замысла» наравне с теорией эволюции. Однако в декабре 2005 года судья федерального окружного суда штата Пенсильвания Джон Джонс признал, что «теория разумного начала» является ненаучной религиозной концепцией и что теория Дарвина может преподаваться не как версия, а как научный факт для школ города Дувр. Это решение ослабило позицию религиозных консерваторов в США, однако споры продолжаются до сих пор.
В 2011 году 42 нобелевских лауреата по химии, физике и медицине написали открытое письмо, поддерживающее отмену Луизианского акта о преподавании научных дисциплин (англ. Louisiana Science Education Act), который фактически разрешал преподавать в школе креационистские воззрения вместо научных.

### Европа
Некоторые политики Европы одобряют антиэволюционные идеи. Так, в 2004 году правительство Сильвио Берлускони попыталось запретить преподавание эволюции в итальянских школах. В 2006 году заместитель министра образования Польши Мирослав Ожеховский (Mirosław Orzechowski) назвал эволюцию «ложью» и предложил преподавать в школе креационизм. В ответ на это 1135 польских учёных написали открытое письмо президенту Польши Леху Качинскому в котором поставили под сомнение соответствие Ожеховским занимаемой должности. В 2007 году Карин Вольф (Karin Wolff), министр культуры земли Гессен (Германия), выступила за преподавание креационизма в школах.
Вопреки на резолюцию резолюции ПАСЕ «Опасность креационизма в образовании» 2007 года уже в 2008 году глава отдела образования Королевского научного общества Майкл Рейс призвал включить креационизм в национальную школьную программу, так как, по его утверждению: «В Великобритании с каждым годом увеличивается процент детей из семей, которые не принимают научную версию возникновения Вселенной и эволюции видов».
Оппонент Рейса, старший преподаватель Оксфордского университета Саймон Андердаун, убеждён, что креационизм должен преподаваться в контексте религии, а не науки.

### Турция
Среди исламских государств в настоящее время наиболее активна пропаганда креационизма в Турции, где с 1992 года действует организация «Стамбульский фонд научных исследований (BAV)», возглавляемая Харуном Яхьёй (Аднаном Октаром), действующая в тесном контакте с креационистами США и известная своей широкой издательской деятельностью. В феврале 2007 года фондом было презентовано иллюстрированное учебное пособие «Атлас сотворения мира» объёмом 770 страниц, которое было бесплатно разослано учёным и школам в Великобритании, Скандинавии, Франции и Турции на их языках. Помимо «научных» теорий, книга затрагивает мировоззренческие вопросы. Так, авторы книги возлагают на теорию эволюции вину за коммунизм, нацизм и исламский радикализм. «Дарвинизм — единственная философия, для которой ценен конфликт», — говорится в тексте.
В 2005 году профессор Умит Сайын, характеризуя деятельность BAV, заявил: «В 1998 году я смог мотивировать шесть членов Турецкой академии наук выступить против креациониского движения. Сегодня невозможно мотивировать никого. Они боятся, что будут атакованы радикальными исламистами и BAV»
В турецких школьных учебниках упоминания о креационизме присутствуют с 1985 года. В ноябре 2006 года министр образования Турции Гусейн Челик публично высказался в поддержку дальнейшего преподавания теории божественного сотворения: «Эволюционная теория пересекается с атеизмом, теория божественного сотворения — с религиозными представлениями». Министр также отметил, что в Турции лишь 1 % населения причисляет себя к атеистам.

### Россия
В России присутствуют оба основных типа креационизма, «церковный креационизм» и «научный креационизм» (в широком смысле). Дискуссии на тему эволюции в российской православной среде велись ещё до 1917 года и возобновились в постсоветский период. «Научный креационизм» проник в Россию после Перестройки в форме переводов работ западных протестантских креационистов и участников движения «разумного творения». На русский язык были переведены основные книги, которые отражают американское и западноевропейское течение «научного креационизма». «Научный креационизм» в России стремится действовать в «конфессионально-нейтральном» ключе, например, в рамках движения приверженцев идеи «разумного творения». Однако большинство авторов пытаются распространять определённые религиозные взгляды в учебной литературе. Поскольку основные идеи креационистов носят универсальный антинаучный характер, они легко переносятся в любую культурную среду и смогли повлиять на православных креационистов, которые рассматривают их полезными для противодействия светскому образованию. Эти аргументы охватывают максимально широкую аудиторию, поскольку российские креационисты стали частью международного креационистского движения.
В России большой резонанс вызвало дело Маши Шрайбер. В марте 2006 года петербургская 10-классница Маша Шрайбер и её отец подали иск с требованием исключить теорию Дарвина из школьной программы. 21 февраля 2007 года Октябрьский районный суд Санкт-Петербурга отказал в удовлетворении иска. 6 марта 2007 года семья Шрайберов обжаловала в городском суде Санкт-Петербурга решение Октябрьского районного суда. 4 июля 2007 года городской суд Санкт-Петербурга отклонил кассационную жалобу по иску и оставил в силе решение суда первой инстанции.
Известен креационный «школьный учебник» «Общая биология 10-11» Сергея Вертьянова (якобы под редакцией академика Юрия Алтухова), в котором делалась попытка создать целостное представление о мире, однако специалистами в области биологии автор был уличён в некомпетентности и в совершении ряда подлогов, а учебник, по мнению рецензентов, в том числе и верующих, оказался «ниже всякой критики». Учебник не был рекомендован Министерством образования, но используется как в частных, так и в некоторых государственных школах.
Директор Института общей генетики РАН член-корреспондент Александр Кудрявцев продвигал идею, что причиной «мутаций» является первородный грех. В выступлении в середине марта 2023 года на III международной научно-богословской конференции «Бог — Человек — Мир», которая была организована Минской и Сретенской духовными академиями, Кудрявцев утверждал, что раньше люди жили больше 900 лет, а после Великого потопа продолжительность жизни уменьшилась. В качестве доказательства он сослался на некий график из интернета. По мнению Кудрявцева, разрушение генов «инициировано первородным грехом, оно усугубляется грехом родовым и личным тоже… дети до седьмого колена отвечают за грехи отцов своих».